# Pandemia di COVID-19
La pandemia di COVID-19 fu un’emergenza sanitaria pubblica di portata internazionale proclamata dall'Organizzazione mondiale della sanità il 30 gennaio 2020 e ufficialmente chiusa il 5 maggio 2023.
Essa ebbe a oggetto l'epidemia globale di COVID-19 provocata dal coronavirus 2 da sindrome respiratoria acuta grave (SARS-CoV-2).
I prodromi della pandemia si ebbero a fine 2019, quando vennero alla luce i primi casi che coinvolgevano principalmente lavoratori del mercato umido di Wuhan, in Cina, in cui si vendevano pesce e altri animali, anche vivi.
Nelle prime settimane di gennaio 2020 gli scienziati individuarono in tali soggetti polmoniti atipiche causate da un nuovo coronavirus, designato come SARS-CoV-2 (sindrome respiratoria acuta grave da coronavirus 2), la cui sequenza genica risultò per il 70% identica a quella del SARS-CoV, diffusosi con l'epidemia di SARS del 2002-2004. Alla fine del mese di gennaio 2020 non erano ancora state ben determinate le caratteristiche del virus, sebbene fosse accertata la sua capacità di trasmettersi da persona a persona, e permanevano incertezze sulle esatte modalità di trasmissione e sulla patogenicità (la capacità di creare danno). La malattia associata fu riconosciuta con il nome di COVID-19.
La prima segnalazione attribuibile al nuovo virus avvenne il 31 dicembre 2019, ma già l'8 dicembre comparvero i primi pazienti con malattia sintomatica. Il 1º gennaio 2020 le autorità disposero la chiusura del mercato e l'isolamento di coloro che presentavano segni e sintomi dell'infezione. Il primo decesso confermato risale al 9 gennaio 2020. Al 28 gennaio 2020 si registrarono più di 4 600 casi di contagio confermati in molti Paesi del mondo e 106 decessi mentre il 15 febbraio tali dati erano già saliti a 49 053 casi e 1 381 decessi. A partire dal 23 gennaio 2020, Wuhan fu posta in quarantena con la sospensione di tutti i trasporti pubblici in entrata e in uscita dalla città, misure che il giorno seguente furono estese alle città limitrofe di Huanggang, Ezhou, Chibi, Jingzhou e Zhijiang. Ulteriori limitazioni e controlli sono stati adottati in molte zone del mondo.
Gli ammalati accusano sintomi simili all'influenza come dermatiti, febbre, tosse secca, stanchezza, difficoltà di respiro. Nei casi più gravi, spesso riscontrati in soggetti già gravati da precedenti patologie, si sviluppa polmonite, insufficienza respiratoria acuta fino ad arrivare anche al decesso. I pazienti presentano anche leucopenia e linfocitopenia. Dalla metà di gennaio 2020 fu disponibile un test per effettuare la diagnosi di infezione da SARS-CoV-2, e poco dopo iniziò la ricerca e sperimentazione per cure e vaccini specifici. Le guarigioni sono spontanee e i trattamenti sono principalmente volti a gestire i sintomi e a supportare le funzioni vitali anche se sono stati testati alcuni farmaci antivirali già utilizzati per contrastare altre infezioni.
Una grande risposta, sia in Cina sia a livello globale, seguì un aumento dei casi a metà gennaio 2020, portando a restrizioni di viaggio, quarantene e coprifuoco, tra cui si possono annotare: la quarantena della nave da crociera Diamond Princess nelle acque giapponesi; il coprifuoco di oltre 780 milioni di persone in Cina e un coprifuoco volontario a Taegu, in Corea del Sud. L'epidemia fu dichiarata un'emergenza sanitaria pubblica di interesse internazionale (PHEIC) dall'Organizzazione mondiale della sanità (OMS) il 30 gennaio. Aeroporti e stazioni ferroviarie hanno effettuato controlli della temperatura corporea, rilasciato dichiarazioni sanitarie e pubblicato segnali di informazione nel tentativo di identificare i vettori del virus. Un certo numero di Paesi ha emesso avvertimenti contro i viaggi verso la sola Wuhan, Hubei o la Cina in generale. Un altro consiglio è stato che i viaggiatori che tornano da determinate regioni, in particolare Cina, Iran ed Italia settentrionale, si isolino da soli.
Le conseguenze più ampie dell'epidemia comprendono preoccupazioni sull'instabilità economica. La crisi politica ha incluso anche il licenziamento di diversi capi locali del Partito Comunista Cinese per la loro scarsa risposta allo scoppio dell'epidemia. In diversi Paesi sono stati segnalati episodi di xenofobia e razzismo contro persone di origine cinese e dell'Asia orientale. La diffusione di disinformazione e fake news sul virus, principalmente online, è stata descritta dall'OMS come una "infodemia".
Il 5 maggio 2023 l'Organizzazione mondiale della sanità dichiara ufficialmente la fine dell'emergenza sanitaria internazionale.

## Epidemiologia e storia

Cronologia della diffusione dei casi in Cina fino al 29 gennaio 2020

Wuhan è il capoluogo della provincia di Hubei ed è la settima città più grande della Cina, con una popolazione di oltre 11 milioni di persone. È un importante snodo dei trasporti del Paese, nota da tempo come "La via delle nove province". Si trova a circa 1100 km a sud di Pechino, a 800 km a ovest di Shanghai e 970 km a nord di Hong Kong. Oggi è considerata il centro politico, economico, finanziario, commerciale, culturale ed educativo della Cina centrale. Voli diretti la collegano anche all'Europa e al Nord America.
Intorno a metà dicembre 2019, le autorità sanitarie cittadine riscontrarono i primi casi di pazienti che mostravano i sintomi di una "polmonite di causa sconosciuta"; questo primo gruppo di malati era in qualche modo collegato al locale mercato umido (mercato ittico all'ingrosso di Wuhan), che vendeva all'ingrosso dei frutti di mare e aveva circa un migliaio di bancarelle su cui si vendevano pesce, polli, fagiani, pipistrelli, marmotte, serpenti, cervi macchiati e organi di conigli oltre ad altri animali selvatici. Nell’immediato venne ipotizzato che si trattasse di un nuovo coronavirus proveniente da una fonte animale (una zoonosi).

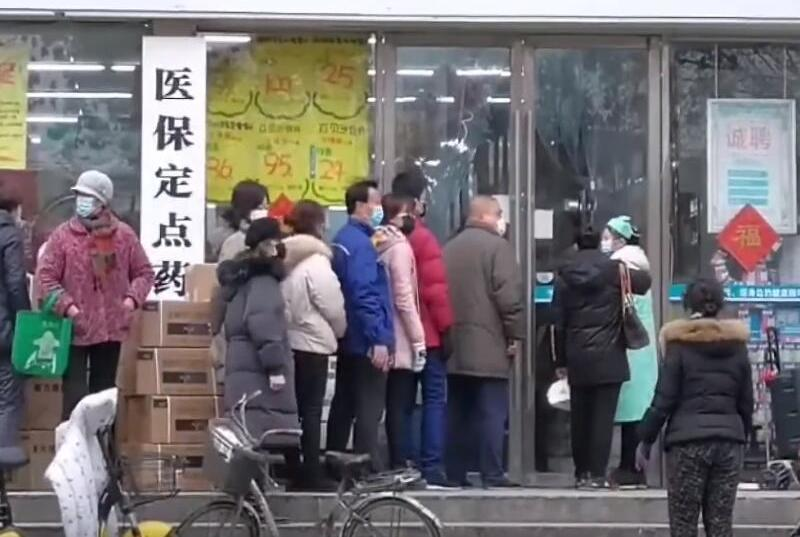
Cittadini di Wuhan in coda per acquistare mascherine durante l'epidemia

Principalmente i coronavirus circolano tra gli animali, ma in passato hanno saputo evolversi tanto da infettare gli esseri umani. L'infezione da coronavirus negli esseri umani solitamente si presenta con sintomi respiratori lievi, come il raffreddore comune, ma in passato sono capitate epidemie di ceppi di coronavirus più aggressivi, in grado di comportare in taluni casi esiti anche letali, come è avvenuto con la sindrome respiratoria acuta grave (SARS) del 2002 (che partì anch'esso dalla Cina per diffondersi causando oltre 700 morti in tutto il mondo) o con la sindrome respiratoria mediorientale (MERS) scoppiata nel 2012 e responsabile (a giugno 2019) di oltre 850 decessi in 27 Paesi. L'associazione dell'epidemia di Wuhan con un grande mercato umido di frutti di mare e altri animali anche vivi, ha portato a sospettare che la malattia avesse una fonte animale.
Il ceppo responsabile dell'epidemia di Wuhan è stato identificato nei primi giorni di gennaio 2020 e designato SARS-CoV-2, ma inizialmente conosciuto anche come 2019-nCoV o Nuovo Coronavirus di Wuhan, mentre il suo genoma è stato pubblicato il 10 gennaio.
Secondo Daniel Lucey della Georgetown University, le prime infezioni umane devono essere avvenute nel novembre 2019 e forse anche prima. I primi 59 casi sospetti riscontrati tra la fine di dicembre 2019 e l'inizio di gennaio dell'anno successivo, sono stati ricoverati presso l'ospedale di Jinyintan. La presenza di infezione da SARS-CoV-2 è stata confermata in 41 e tra quest'ultimi vi era un gruppo di membri di una famiglia, 30 (73%) erano uomini e l'età media era di 49 anni. Quasi un terzo (32%) presentava una patologia di base pregressa, tra cui otto con diabete, sei con ipertensione e sei con malattie cardiache. Due terzi di questo primo gruppo erano stati esposti al mercato all'ingrosso di frutti di mare di Huanan. I sintomi riportati tra loro sono stati: 40 (98%) con febbre, 31 (76%) con tosse e 18 (44%) con dolori muscolari e stanchezza. Sintomi meno frequenti includevano tosse con espettorato o emottisi, mal di testa e diarrea. Circa la metà del gruppo presentava carenza di respiro e per 13 è stato necessario il ricovero in terapia intensiva. L'esame tramite tomografia computerizzata effettuato su tutte le 41 persone contagiate ha rivelato la presenza di polmonite. Le complicanze includevano 12 pazienti con sindrome da distress respiratorio acuto, cinque con danno cardiaco acuto e quattro con infezione secondaria.
Nel novembre 2020 una ricerca condotta dall’Istituto Nazionale dei Tumori di Milano attraverso 959 campioni di plasma rivela che anche nella città lombarda vi fossero già una percentuale consistente di infetti a settembre 2019. Della totalità dei campioni infatti ben 111, l’11,6%, è risultato positivo agli anticorpi specifici.
A gennaio 2020, il tasso di letalità di SARS-CoV-2 è risultato inferiore al 5%, rispetto al 9,5% dell'epidemia di SARS del 2003/2004 e di quello del 34,5% della MERS del 2012.

Casi in Cina
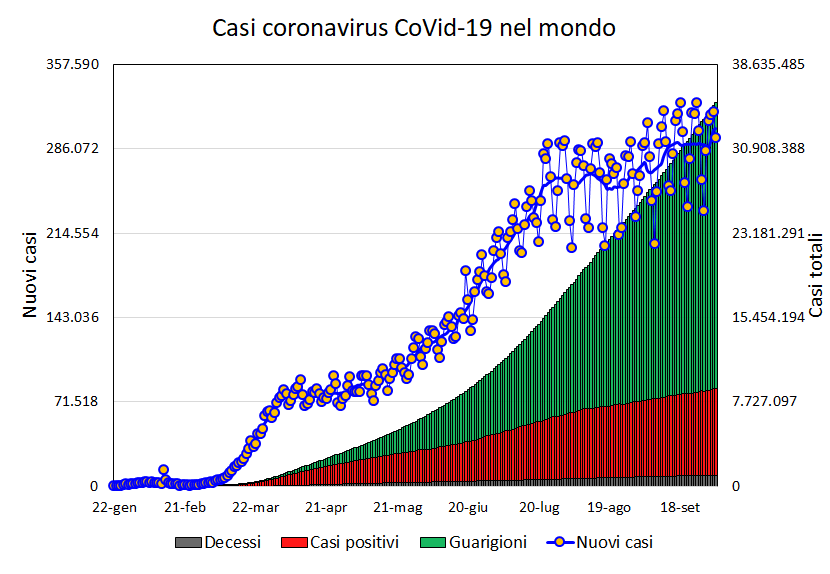
Casi nel mondo
Numero di casi totali (blu), numero di decessi totali (rosso), mortalità negli ultimi 7 giorni (punteggiato), su scala logaritmica

## Diffusione globale
| Luogo                         | Dett.    | Casi confermati | Decessi   | Guarigioni  | Note            |
| ----------------------------- | -------- | --------------- | --------- | ----------- | --------------- |
| Stati Uniti                   | dettagli | 111 545 928     | 1 216 268 | 109 814 428 | [ 56 ]          |
| India                         | dettagli | 45 035 393      | 533 570   | –           | [ 57 ]          |
| Francia                       | dettagli | 40 138 560      | 167 642   | –           | [ 58 ]          |
| Germania                      | dettagli | 38 828 995      | 183 027   | 38 240 600  | [ 59 ] [ 60 ]   |
| Brasile                       | dettagli | 38 846 238      | 712 720   | 36 249 161  | [ 61 ]          |
| Corea del Sud                 | dettagli | 34 571 873      | 35 934    | 34 535 939  | [ 62 ]          |
| Giappone                      | dettagli | 33 803 572      | 74 694    | –           | [ 63 ]          |
| Italia                        | dettagli | 26 755 280      | 196 724   | 26 391 635  | [ 64 ]          |
| Regno Unito                   | dettagli | 24 910 387      | 232 112   | –           | [ 65 ]          |
| Russia                        | dettagli | 24 124 215      | 402 756   | 23 545 818  | [ 66 ]          |
| Turchia                       | dettagli | 17 232 066      | 102 174   | –           | [ 67 ]          |
| Spagna                        | dettagli | 13 914 811      | 121 760   | 13 762 417  | [ 68 ]          |
| Australia                     | dettagli | 11 853 144      | 24 414    | 11 820 014  | [ 69 ]          |
| Vietnam                       | dettagli | 11 625 195      | 43 206    | 10 640 971  | [ 70 ]          |
| Taiwan                        | dettagli | 10 241 523      | 19 005    | -           | [ 71 ] [ 72 ]   |
| Argentina                     | dettagli | 10 128 845      | 130 841   | –           | [ 73 ]          |
| Paesi Bassi                   | dettagli | 8 635 786       | 22 992    | –           | [ 74 ] [ 75 ]   |
| Messico                       | dettagli | 7 702 809       | 334 958   | 6 899 865   | [ 76 ]          |
| Iran                          | dettagli | 7 627 186       | 146 811   | -           | [ 77 ]          |
| Indonesia                     | dettagli | 6 829 221       | 162 063   | 6 647 104   |                 |
| Polonia                       | dettagli | 6 661 991       | 120 598   | –           | [ 78 ]          |
| Colombia                      | dettagli | 6 400 173       | 143 200   | 6 212 152   | [ 79 ]          |
| Grecia                        | dettagli | 6 101 379       | 3 786     | –           | [ 80 ]          |
| Ucraina                       | dettagli | 2 435 413       | 56 446    | 2 258 455   | [ 81 ]          |
| Perù                          | dettagli | 2 176 321       | 199 395   | 2 152 700   | [ 82 ] [ 83 ]   |
| Rep. Ceca                     | dettagli | 1 691 489       | 30 459    | 1 654 206   | [ 84 ]          |
| Sudafrica                     | dettagli | 2 904 307       | 87 705    | 2 776 990   | [ 85 ]          |
| Cile                          | dettagli | 1 654 264       | 37 468    | 1 609 512   | [ 86 ]          |
| Canada                        | dettagli | 1 629 145       | 27 921    | 1 556 543   | [ 87 ]          |
| Romania                       | dettagli | 1 233 668       | 37 041    | 1 118 816   | [ 88 ]          |
| Iraq                          | dettagli | 2 003 303       | 22 260    | 1 910 908   | [ 89 ]          |
| Belgio                        | dettagli | 1 244 954       | 25 602    | –           | [ 90 ] [ 91 ]   |
| Svezia                        | dettagli | 1 152 027       | 14 856    | –           | [ 92 ]          |
| Israele                       | dettagli | 1 282 218       | 7 761     | 1 228 147   | [ 93 ]          |
| Portogallo                    | dettagli | 1 069 279       | 17 975    | 1 020 693   | [ 94 ]          |
| Pakistan                      | dettagli | 1 246 538       | 27 785    | 1 170 590   | [ 95 ]          |
| Ungheria                      | dettagli | 822 072         | 30 185    | 784 539     | [ 96 ]          |
| Bangladesh                    | dettagli | 1 572 127       | 27 912    | 1 536 111   | [ 97 ] [ 98 ]   |
| Giordania                     | dettagli | 823 919         | 10 718    | 800 745     | [ 99 ] [ 100 ]  |
| Serbia                        | dettagli | 941 989         | 8 234     | –           | [ 101 ]         |
| Svizzera                      | dettagli | 840 359         | 10 709    | 317 600     | [ 102 ]         |
| Austria                       | dettagli | 743 095         | 11 009    | 711 844     | [ 103 ]         |
| Libano                        |          | 622 983         | 8 306     | 592 145     | [ 104 ] [ 105 ] |
| Marocco                       | dettagli | 934 007         | 14 290    | 907 607     | [ 106 ]         |
| Emirati Arabi Uniti           |          | 735 992         | 2 097     | 728 546     | [ 107 ]         |
| Arabia Saudita                | dettagli | 547 035         | 8 709     | 536 079     | [ 108 ]         |
| Bulgaria                      | dettagli | 497 970         | 20 725    | 434 474     | [ 109 ]         |
| Panama                        | dettagli | 467 113         | 7 228     | 456 590     | [ 110 ]         |
| Ecuador                       | dettagli | 507 003         | 32 661    | 443 880     | [ 111 ]         |
| Bielorussia                   | dettagli | 540 079         | 4 159     | 520 024     | [ 112 ]         |
| Bolivia                       | dettagli | 500 445         | 18 735    | 460 004     | [ 113 ]         |
| Nepal                         | dettagli | 795 959         | 11 148    | 766 696     | [ 114 ]         |
| Kazakistan                    | dettagli | 889 040         | 11 253    | 826 090     | [ 115 ] [ 116 ] |
| Rep. Dominicana               |          | 359 597         | 4 049     | 349 768     | [ 117 ]         |
| Kuwait                        |          | 411 655         | 2 449     | 408 545     | [ 118 ]         |
| Egitto                        | dettagli | 304 524         | 17 231    | 256 886     | [ 119 ]         |
| Guatemala                     | dettagli | 563 257         | 13 625    | 522 451     | [ 120 ]         |
| Qatar                         |          | 236 643         | 606       | 234 762     | [ 121 ]         |
| Oman                          |          | 303 769         | 4 096     | 297 832     | [ 122 ]         |
| Costa Rica                    | dettagli | 532 185         | 6 386     | 437 328     | [ 123 ]         |
| Etiopia                       | dettagli | 345 674         | 5 582     | 312 806     | [ 124 ]         |
| Honduras                      | dettagli | 366 702         | 9 824     | 110 484     | [ 125 ] [ 126 ] |
| Venezuela                     | dettagli | 368 968         | 4 469     | 351 141     | [ 127 ]         |
| Cina                          | dettagli | 96 081          | 4 636     | 90 463      | [ 128 ]         |
| Bahrein                       |          | 275 025         | 1 389     | 272 905     | [ 129 ]         |
| Armenia                       | dettagli | 261 697         | 5 319     | 241 841     | [ 130 ]         |
| Moldavia                      |          | 294 392         | 6 777     | 277 659     | [ 131 ]         |
| Uzbekistan                    |          | 173 895         | 1 239     | 168 875     | [ 132 ]         |
| Nigeria                       | dettagli | 205 940         | 2 724     | 193 812     | [ 133 ]         |
| Singapore                     |          | 99 430          | 103       | 79 124      | [ 134 ]         |
| Paraguay                      | dettagli | 459 967         | 16 198    | 443 140     | [ 135 ]         |
| Algeria                       | dettagli | 203 359         | 5 812     | –           | [ 136 ]         |
| Irlanda                       | dettagli | 390 989         | 5 249     | –           | [ 137 ]         |
| Kirghizistan                  | dettagli | 178 608         | 2 607     | 173 305     | [ 138 ]         |
| Libia                         | dettagli | 341 091         | 4 664     | 260 885     | [ 139 ]         |
| Tunisia                       | dettagli | 706 314         | 24 842    | 673 990     | [ 140 ]         |
| Ghana                         | dettagli | 127 016         | 1 150     | 122 456     | [ 141 ]         |
| Slovacchia                    |          | 412 507         | 12 637    | –           | [ 142 ]         |
| Afghanistan                   |          | 155 191         | 7 206     | 124 733     | [ 143 ]         |
| Azerbaigian                   |          | 484 591         | 6 543     | 460 738     | [ 144 ]         |
| Kenya                         | dettagli | 249 434         | 5 123     | 241 520     | [ 145 ]         |
| Palestina                     |          | 395 677         | 4 018     | 363 176     | [ 146 ]         |
| Birmania                      |          | 465 922         | 17 789    | 419 842     | [ 147 ]         |
| El Salvador                   | dettagli | 104 348         | 3 234     | 86 851      | [ 148 ]         |
| Bosnia ed Erzegovina          |          | 235 536         | 10 635    | 192 218     | [ 149 ]         |
| Camerun                       | dettagli | 92 303          | 1 459     | 80 433      | [ 150 ] [ 151 ] |
| Costa d'Avorio                | dettagli | 47 760          | 306       | 47 239      | [ 152 ] [ 153 ] |
| Danimarca                     | dettagli | 358 369         | 2 654     | 350 776     | [ 154 ] [ 155 ] |
| Porto Rico                    | dettagli | 149 560         | 3 149     | –           | [ 156 ] [ 157 ] |
| Madagascar                    | dettagli | 43 597          | 960       | 41 283      | [ 158 ] [ 159 ] |
| Macedonia del Nord            | dettagli | 191 408         | 6 668     | 172 653     | [ 160 ]         |
| Sudan                         | dettagli | 38 256          | 2 901     | 32 053      | [ 161 ]         |
| Senegal                       | dettagli | 73 764          | 1 858     | 71 752      | [ 162 ]         |
| Norvegia                      | dettagli | 189 142         | 861       | 88 952      | [ 163 ]         |
| RD del Congo                  | dettagli | 56 862          | 1 084     | 30 858      | [ 164 ] [ 165 ] |
| Guinea                        | dettagli | 30 392          | 378       | 28 822      | [ 166 ]         |
| Malaysia                      | dettagli | 2 257 584       | 26 456    | 2 070 715   | [ 167 ]         |
| Tagikistan                    |          | 17 084          | 124       | 16 960      | [ 168 ]         |
| Finlandia                     | dettagli | 140 889         | 1 062     | 31 000      | [ 169 ] [ 170 ] |
| Haiti                         |          | 21 647          | 610       | 19 463      | [ 171 ] [ 172 ] |
| Gabon                         | dettagli | 29 126          | 178       | 26 541      | [ 173 ]         |
| Mauritania                    | dettagli | 35 989          | 774       | 34 587      | [ 174 ] [ 175 ] |
| Lussemburgo                   | dettagli | 78 130          | 835       | 76 129      | [ 176 ]         |
| Gibuti                        | dettagli | 12 705          | 167       | 12 091      | [ 177 ]         |
| Rep. Centrafricana            | dettagli | 11 371          | 100       | 5 112       | [ 178 ] [ 179 ] |
| Kosovo                        |          | 160 072         | 2 953     | 154 191     | [ 180 ]         |
| Croazia                       | dettagli | 404 790         | 8 640     | 387 275     | [ 181 ]         |
| Albania                       | dettagli | 170 778         | 2 705     | 158 574     | [ 182 ]         |
| Thailandia                    | dettagli | 1 626 604       | 16 943    | 1 496 273   | [ 183 ]         |
| Guinea Equatoriale            | dettagli | 12 214          | 146       | 10 721      | [ 184 ]         |
| Somalia                       | dettagli | 19 235          | 1 079     | 9 250       | [ 185 ]         |
| Maldive                       |          | 84 809          | 231       | 82 974      | [ 186 ] [ 187 ] |
| Cuba                          | dettagli | 877 428         | 7 436     | 841 128     | [ 188 ] [ 189 ] |
| Mali                          | dettagli | 15 182          | 548       | 14 285      | [ 190 ]         |
| Nicaragua                     | dettagli | 13 911          | 203       | –           | [ 191 ]         |
| Sri Lanka                     |          | 518 775         | 12 964    | 458 085     | [ 192 ] [ 193 ] |
| Estonia                       | dettagli | 156 257         | 1 357     | 143 943     | [ 194 ] [ 195 ] |
| Islanda                       | dettagli | 11 801          | 33        | 11 426      | [ 196 ]         |
| Lituania                      | dettagli | 331 683         | 4 993     | 303 288     | [ 197 ] [ 198 ] |
| Malawi                        | dettagli | 61 552          | 2 281     | 54 983      | [ 199 ]         |
| Slovenia                      | dettagli | 292 333         | 4 556     | –           | [ 200 ]         |
| Zambia                        | dettagli | 209 046         | 3 648     | 204 983     | [ 201 ]         |
| Rep. del Congo                | dettagli | 14 244          | 193       | 8 208       | [ 202 ] [ 203 ] |
| Montenegro                    |          | 131 499         | 1 923     | 122 723     | [ 204 ]         |
| Capo Verde                    | dettagli | 37 535          | 337       | 36 615      | [ 205 ]         |
| Hong Kong                     | dettagli | 75 248          | 385       | 14 183      | [ 206 ]         |
| RP di Doneck                  |          | 67 201          | 4 875     | 52 471      | [ 207 ]         |
| Lettonia                      | dettagli | 158 291         | 2 717     | 146 449     | [ 208 ]         |
| Ruanda                        | dettagli | 97 695          | 1 276     | 91 490      | [ 209 ] [ 210 ] |
| USS Theodore Roosevelt        |          | 1 102           | 1         | 751         | [ 211 ] [ 212 ] |
| Charles De Gaulle             |          | 1 081           | 0         | 0           | [ 213 ]         |
| Mozambico                     | dettagli | 150 723         | 1 917     | 146 969     | [ 214 ]         |
| eSwatini                      | dettagli | 45 904          | 1 217     | 44 060      | [ 215 ]         |
| Cipro                         | dettagli | 118 421         | 553       | –           | [ 216 ]         |
| Uganda                        | dettagli | 123 572         | 3 156     | 96 097      | [ 217 ]         |
| Andorra                       | dettagli | 15 222          | 130       | 15 004      | [ 218 ]         |
| Giamaica                      | dettagli | 83 737          | 1 869     | 52 817      | [ 219 ]         |
| Malta                         | dettagli | 37 148          | 457       | 35 359      | [ 220 ]         |
| Zimbabwe                      | dettagli | 130 485         | 4 616     | 122 621     | [ 221 ]         |
| Suriname                      |          | 41 419          | 879       | 26 909      | [ 222 ]         |
| Somaliland                    |          | 6 558           | 417       | 4 738       | [ 223 ] [ 224 ] |
| RP di Lugansk                 |          | 12 897          | 1 353     | 9 768       | [ 225 ]         |
| Namibia                       | dettagli | 127 493         | 3 494     | 122 788     | [ 226 ]         |
| Jersey                        | dettagli | 10 008          | 78        | 9 676       | [ 227 ]         |
| Siria                         |          | 33 323          | 2 215     | 23 599      | [ 228 ]         |
| Angola                        | dettagli | 56 583          | 1 537     | 47 567      | [ 229 ]         |
| Botswana                      | dettagli | 173 788         | 2 354     | 171 434     | [ 230 ]         |
| Guam                          |          | 14 897          | 196       | 11 171      | [ 56 ] [ 231 ]  |
| Guyana                        |          | 31 638          | 783       | 26 762      | [ 232 ]         |
| Guadalupa                     |          | 182             | 14        | 157         | [ 233 ]         |
| Trinidad e Tobago             |          | 49 822          | 1 466     | 44 575      | [ 234 ]         |
| Artsakh                       |          | 3 004           | 31        | 337         | [ 235 ]         |
| Isole Vergini Americane       |          | 6 721           | 71        | 6 472       | [ 236 ] [ 237 ] |
| Cipro del Nord                | dettagli | 19 386          | 78        | 18 419      | [ 238 ]         |
| Bahamas                       |          | 20 842          | 523       | 18 321      | [ 239 ]         |
| Aruba                         |          | 15 472          | 166       | 15 065      | [ 240 ]         |
| Ossezia del Sud               |          | 5 962           | 60+       | 5 091       | [ 241 ]         |
| Polinesia francese            |          | 44 942          | 620       | 21 469      | [ 242 ] [ 243 ] |
| Gambia                        | dettagli | 9 934           | 338       | 9 588       | [ 244 ]         |
| Abcasia                       |          | 27 775          | 417       | 22 680      | [ 245 ]         |
| Belize                        | dettagli | 20 568          | 409       | 17 956      | [ 246 ]         |
| Sudan del Sud                 | dettagli | 11 981          | 128       | 10 917      | [ 247 ] [ 248 ] |
| Uruguay                       | dettagli | 388 928         | 6 055     | 381 559     | [ 249 ]         |
| Benin                         | dettagli | 23 255          | 154       | 20 930      | [ 250 ] [ 251 ] |
| Burkina Faso                  | dettagli | 14 213          | 183       | 13 869      | [ 252 ]         |
| Guinea-Bissau                 | dettagli | 6 102           | 135       | 5 237       | [ 253 ] [ 254 ] |
| Sierra Leone                  | dettagli | 6 393           | 121       | 4 381       | [ 255 ]         |
| Togo                          | dettagli | 25 368          | 228       | 22 908      | [ 256 ]         |
| Yemen                         |          | 9 067           | 1 721     | 5 634       | [ 257 ]         |
| Lesotho                       | dettagli | 14 395          | 403       | 6 830       | [ 258 ]         |
| Nuova Zelanda                 | dettagli | 3 962           | 27        | 3 696       | [ 259 ]         |
| Ciad                          | dettagli | 5 042           | 174       | 4 857       | [ 260 ]         |
| Liberia                       | dettagli | 5 794           | 283       | 5 488       | [ 261 ] [ 262 ] |
| Niger                         | dettagli | 6 008           | 201       | 5 754       | [ 263 ]         |
| São Tomé e Príncipe           | dettagli | 3 504           | 51        | 2 781       | [ 264 ]         |
| Curaçao                       |          | 16 465          | 162       | 15 892      | [ 265 ]         |
| San Marino                    | dettagli | 5 428           | 91        | 5 310       | [ 266 ]         |
| Sint Maarten                  |          | 4 307           | 66        | 4 081       | [ 267 ]         |
| Diamond Princess              | dettagli | 712             | 14        | 698         | [ 268 ] [ 269 ] |
| Turks e Caicos                |          | 2 859           | 23        | 2 780       | [ 270 ]         |
| Gibilterra                    | dettagli | 5 549           | 97        | 5 377       | [ 271 ]         |
| Papua Nuova Guinea            | dettagli | 20 221          | 229       | 18 449      | [ 272 ]         |
| Burundi                       | dettagli | 17 728          | 14        | 773         | [ 273 ]         |
| Saint-Martin                  |          | 43              | 3         | 37          | [ 274 ]         |
| Comore                        | dettagli | 4 147           | 147       | 3 966       | [ 275 ]         |
| Fær Øer                       |          | 1 178           | 2         | 1 072       | [ 276 ] [ 277 ] |
| Eritrea                       | dettagli | 6 722           | 42        | 6 635       | [ 278 ]         |
| Mauritius                     | dettagli | 15 695          | 84        | 1 854       | [ 279 ] [ 280 ] |
| Liechtenstein                 |          | 3 449           | 60        | 3 368       | [ 281 ] [ 282 ] |
| Isola di Man                  | dettagli | 7 544           | 51        | 6 790       | [ 283 ]         |
| Bhutan                        |          | 2 600           | 3         | 2 593       | [ 284 ]         |
| Mongolia                      | dettagli | 247 212         | 982       | 241 501     | [ 285 ]         |
| Cambogia                      |          | 112 651         | 2 319     | 102 827     | [ 286 ] [ 287 ] |
| Monaco                        | dettagli | 3 314           | 33        | 3 254       | [ 288 ]         |
| Guernsey                      | dettagli | 1 603           | 19        | 1 505       | [ 289 ]         |
| Isole Cayman                  | dettagli | 853             | 2         | 781         | [ 290 ]         |
| Barbados                      |          | 8 180           | 69        | 6 819       | [ 291 ]         |
| Bermuda                       |          | 5 244           | 72        | 3 719       | [ 292 ]         |
| Seychelles                    | dettagli | 21 347          | 115       | 20 903      | [ 293 ] [ 294 ] |
| Costa Atlantica               | dettagli | 148             | 0         | 148         | [ 295 ] [ 296 ] |
| Brunei                        | dettagli | 6 950           | 47        | 4 722       | [ 297 ] [ 298 ] |
| Bonaire                       | dettagli | 2 060           | 19        | 1 921       | [ 299 ]         |
| Greg Mortimer                 | dettagli | 128             | 1         | –           | [ 300 ] [ 301 ] |
| Antigua e Barbuda             |          | 3 188           | 76        | 2 134       | [ 302 ]         |
| Georgia                       |          | 614 763         | 8 976     | 586 704     | [ 303 ]         |
| Isole Marianne Settentrionali |          | 269             | 2         | 32          | [ 304 ] [ 305 ] |
| Isole Vergini Britanniche     |          | 2 642           | 37        | 2 555       | [ 306 ] [ 307 ] |
| Saint Vincent e Grenadine     |          | 3 508           | 21        | 2 436       | [ 308 ]         |
| Macao                         | dettagli | 71              | 0         | 63          | [ 309 ]         |
| Saint Lucia                   |          | 11 459          | 201       | 9 718       | [ 310 ]         |
| Figi                          |          | 51 023          | 624       | 37 080      | [ 311 ]         |
| Dominica                      | dettagli | 3 602           | 21        | 3 006       | [ 312 ]         |
| Timor Est                     |          | 19 382          | 113       | 18 275      | [ 313 ]         |
| Grenada                       |          | 5 140           | 139       | 3 417       | [ 314 ] [ 315 ] |
| Città del Vaticano            | dettagli | 29              | 0         | 27          | [ 316 ] [ 317 ] |
| Nuova Caledonia               |          | 7 428           | 119       | 58          | [ 318 ]         |
| Laos                          |          | 23 846          | 18        | 8 687       | [ 319 ]         |
| Saint Kitts e Nevis           |          | 1 965           | 13        | 1 000       | [ 320 ] [ 321 ] |
| Groenlandia                   |          | 584             | 0         | 504         | [ 322 ] [ 323 ] |
| Saint-Pierre e Miquelon       | dettagli | 31              | 0         | 31          | [ 324 ] [ 325 ] |
| Isole Falkland                |          | 67              | 0         | 63          | [ 326 ]         |
| MS Zaandam                    | dettagli | 13              | 4         | –           | [ 327 ] [ 328 ] |
| Montserrat                    | dettagli | 33              | 1         | 30          | [ 329 ]         |
| Sint Eustatius                |          | 28              | 0         | 23          | [ 330 ]         |
| Coral Princess                | dettagli | 12              | 3         | –           | [ 331 ]         |
| Sahara Occidentale            | dettagli | 10              | 1         | 8           | [ 332 ]         |
| HNLMS Dolfijn                 |          | 8               | 0         | 8           | [ 333 ] [ 334 ] |
| Isole BES                     |          | 7               | 0         | 7           | [ 335 ]         |
| Saint-Barthélemy              |          | 6               | 0         | 6           | [ 336 ]         |
| Saba                          |          | 11              | 0         | 11          | [ 337 ]         |
| Anguilla                      |          | 409             | 1         | 374         | [ 338 ]         |
| Isole Salomone                |          | 20              | 0         | 18          | [ 339 ] [ 340 ] |
| Isole Marshall                |          | 4               | 0         | 4           | [ 341 ] [ 342 ] |
| Leopold I                     |          | 1               | 0         | 0           | [ 343 ]         |
| Vanuatu                       |          | 3               | 0         | 3           | [ 344 ] [ 345 ] |
| Wallis e Futuna               |          | 445             | 7         | 438         | [ 346 ]         |
| Tanzania                      | dettagli | 25 846          | 719       | 183         | [ 347 ] [ 348 ] |
|                               |          | 234 339 711     | 4 793 164 | –           | [ 349 ]         |

"–" indica dati non ancora disponibili.
1. ↑  Stato, territorio o mezzo di trasporto internazionale in cui è stato diagnosticato il caso. La nazionalità e la posizione dell'infezione originale possono variare.
2. ↑  Inclusi i casi di Porto Rico, di Guam, delle Isole Marianne Settentrionali e delle Isole Vergini Americane, ma elencati separatamente
3. ↑  Il caso riportato nella base navale della Baia di Guantánamo non è incluso nei conteggi di alcuna nazione o territorio. Dall'aprile 2020, il Dipartimento della difesa degli Stati Uniti d'America ha ordinato a tutte le basi, compresa la baia di Guantanamo, di non riportare più le statistiche sui casi.
4. ↑  I casi della l'USS Theodore Roosevelt, attaccata a Guam, vengono riportati separatamente dai dati nazionali ma inclusi nei totali della Marina
5. ↑  Inclusa la nave da crociera Grand Princess
6. ↑  Esclusi i casi delle regioni d'oltremare della Guiana francese, della Guadalupa, della Martinica, la Maiotta e La Riunione e delle collettività di Saint Barthélemy e Saint-Martin
7. ↑  Esclusi i casi delle collettività di Nuova Caledonia, Polinesia francese e Saint-Pierre e Miquelon
8. ↑  I guariti comprendono solo casi precedentemente ospedalizzati
9. ↑  Non tutte le autorità statali della Germania comunicano i guariti
10. ↑  I guariti includono stime dell'Istituto Robert Koch
11. ↑  Dal 6 giugno, il governo brasiliano ha ordinato al Ministero della Salute di interrompere la comunicazione del numero totale di decessi e casi attivi. Successivamente, il Consiglio nazionale dei segretari sanitari ha assunto la funzione di riportare il numero totale di decessi e casi attivi.
12. ↑  Esclusi i casi di tutti i territori d'oltremare britannici e le dipendenze della Corona
13. ↑  Esclusi i casi confermati tramite test sierologici
14. ↑  Il Regno Unito ha deciso di non pubblicare più i dati relativi alle guarigioni dal 23 marzo 2020. L'ultimo dato risale al 22 marzo con 135 guariti.
15. ↑  Inclusi anche i casi della Crimea e di Sebastopoli
16. ↑  Esclusi i casi dalla nave da crociera Diamond Princess che sono classificati come "su trasporto internazionale"
17. ↑  Esclusi i casi confermati tramite test sierologici
18. ↑  Esclusi i casi confermati sul territorio dichiarato delle Isole Falkland. Anche se dall'11 aprile, il Ministero della Salute argentino li include nei loro rapporti ufficiali.
19. ↑  Non sono inclusi i casi di Saba, Bonaire, Sint Eustatius, Sint Maarten, Curaçao e Aruba
20. ↑  Esclusi i casi dalla contestata Crimea e Sebastopoli. I casi in questi territori sono inclusi nel totale russo.
21. ↑  Sono inclusi anche i casi dell'Isola di Pasqua
22. ↑  I decessi includono solo casi con test PCR positivi e catalogati come "Decesso correlato a COVID-19" dal Registro Civile e dal Servizio di identificazione. Questo numero è pubblicato sui rapporti giornalieri del Ministero della Salute. Il 20 giugno 2020, il Ministero ha comunicato che il numero totale di decessi era di 7.144, inclusi casi sospetti senza test PCR. Tuttavia questo numero non verrà pubblicato quotidianamente, ma solo settimanalmente.
23. ↑  Il 2 giugno 2020, il governo cileno ha deciso di non pubblicare il numero dei pazienti guariti
24. ↑  Il numero dei decessi comprende anche casi non testati e casi in case di riposo che presumibilmente sono morti a causa della COVID-19, mentre la maggior parte dei paesi include solo decessi di casi testati negli ospedali
25. ↑  Compresi i casi dalle controverse Alture del Golan
26. ↑  Esclusi i casi della Palestina
27. ↑  Inclusa la nave da crociera Ms River Anuket
28. ↑  Sono esclusi 413 casi asintomatici sotto osservazione medica
29. ↑  I casi asintomatici non sono stati segnalati prima del 31 marzo 2020
30. ↑  Esclusi i casi dello stato de facto della Repubblica dell'Artsakh
31. ↑  I casi dei territori autonomi delle Isole Fær Øer e della Groenlandia vengono elencati separatamente
32. ↑  I casi vengono conteggiati nel totale degli Stati Uniti
33. ↑  Esclusi i casi dello stato de facto del Somaliland
34. ↑  Inclusa la nave da crociera MS Braemar
35. ↑  Non sono inclusi i casi dello stato de facto di Cipro del Nord
36. ↑  I casi vengono conteggiati nel totale degli Stati Uniti
37. ↑  I casi vengono conteggiati nel totale degli Stati Uniti
38. ↑  I casi di Cipro del Nord non vengono conteggiati in quelli di Cipro
39. ↑  La nave da crociera è, al 25 febbraio 2020, messa in quarantena nelle acque giapponesi e gestita dal governo giapponese. Tuttavia, l'OMS classifica i casi a bordo come ubicati "su un trasporto internazionale" anziché in Giappone. Questi casi non sono inclusi nel conteggio ufficiale del governo giapponese.
40. ↑  Non sono inclusi i casi degli stati di facto dell'Abcasia e dell'Ossezia del Sud
41. ↑  I casi vengono conteggiati nel totale degli Stati Uniti
42. ↑  La nave da crociera è, al 28 marzo 2020, messa in quarantena nelle acque panamensi e gestita dal governo panamense. Tuttavia, l'OMS classifica i casi a bordo come ubicati "su un trasporto internazionale" anziché a Panama. Questi casi non sono inclusi nel conteggio ufficiale del governo panamense.
43. ↑  Inclusi i casi della MS Rotterdam
44. ↑  Dal 29 aprile 2020 la Tanzania ha deciso momentaneamente di non pubblicare più aggiornamenti riguardanti l'andamento della pandemia nel Paese. Gli ultimi dati disponibili risalgono al 29 aprile con 509 casi, 21 decessi e 183 guariti.

Animazione della diffusione globale dal 12 gennaio al 29 febbraio 2020

I primi casi confermati del virus in pazienti umani sono stati riscontrati nella città di Wuhan, nella Cina centrale, verso la fine di novembre 2019, o secondo alcuni studi, che si basano principalmente sull'affluenza negli ospedali e sulla ricerca in internet di parole chiave quali "febbre", "diarrea" e "polmonite", a ottobre o addirittura ad agosto dello stesso anno. Il primo paziente confermato con sintomi è stato ricoverato a Wuhan il 1º dicembre 2019. Successivamente, nelle prime due settimane del gennaio 2020, si è diffuso ad altre province cinesi, favorito anche dai grandi spostamenti della popolazione in occasione del capodanno cinese.
Dalla metà di gennaio 2020, si sono riscontrati i primi casi anche al di fuori della Cina, portati dai viaggiatori internazionali, principalmente verso le nazioni grandi partner commerciali del Paese.

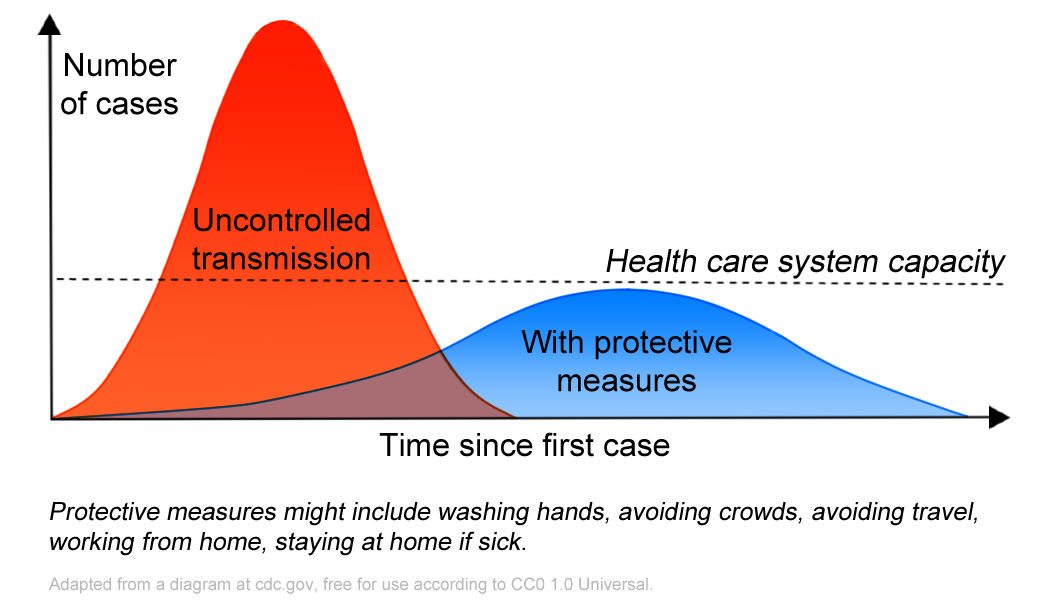
Un esempio dell'effetto della diffusione di infezioni per un lungo periodo, noto come appiattimento della curva epidemiologica

Da circa il 23 gennaio, l'OMS e i governi locali stanno conducendo importanti sforzi per allertare la popolazione e istituire misure di prevenzione. Il 30 gennaio l'Organizzazione Mondiale della Sanità ha dichiarato che il nuovo focolaio di coronavirus è un'emergenza di sanità pubblica di interesse internazionale.
L'11 marzo l'OMS ha dichiarato la pandemia.

## Stati e territori senza alcun caso confermato
Al 5 maggio 2023, il Turkmenistan risulta essere l'unico Stato al mondo senza alcun caso confermato di COVID-19, anche se è sospetta la presenza di casi.

### Diffusione extra-territoriale
L'epidemia di coronavirus ha avuto anche una diffusione extra-territoriale. Diverse navi da crociera hanno registrato casi di SARS-CoV-2, dando origine a diversi focolai. Il caso più noto è quello della nave da crociera Diamond Princess, nelle coste giapponesi che ha registrato 712 casi.

## Eziologia e clinica

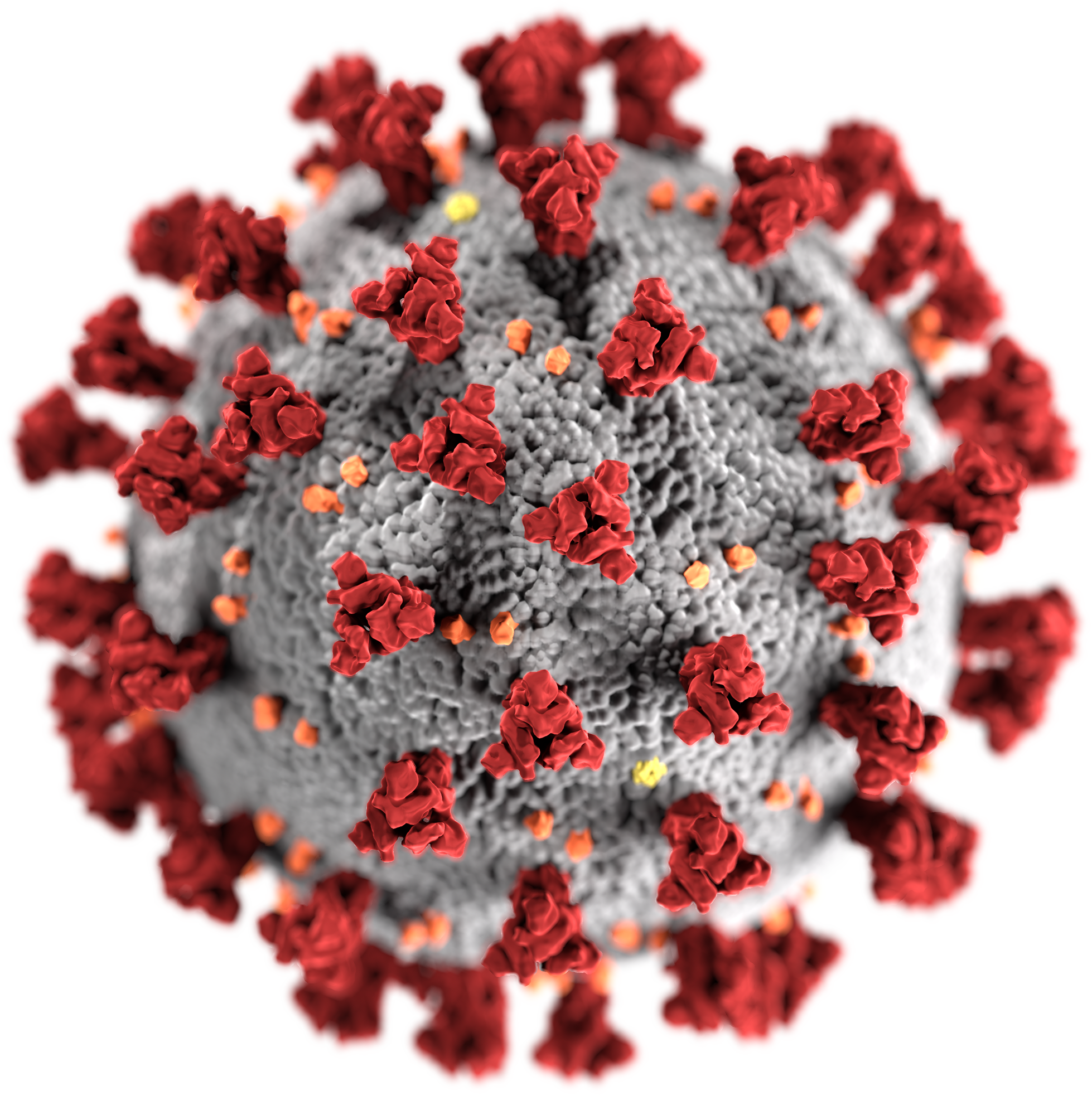
Illustrazione del SARS-CoV-2

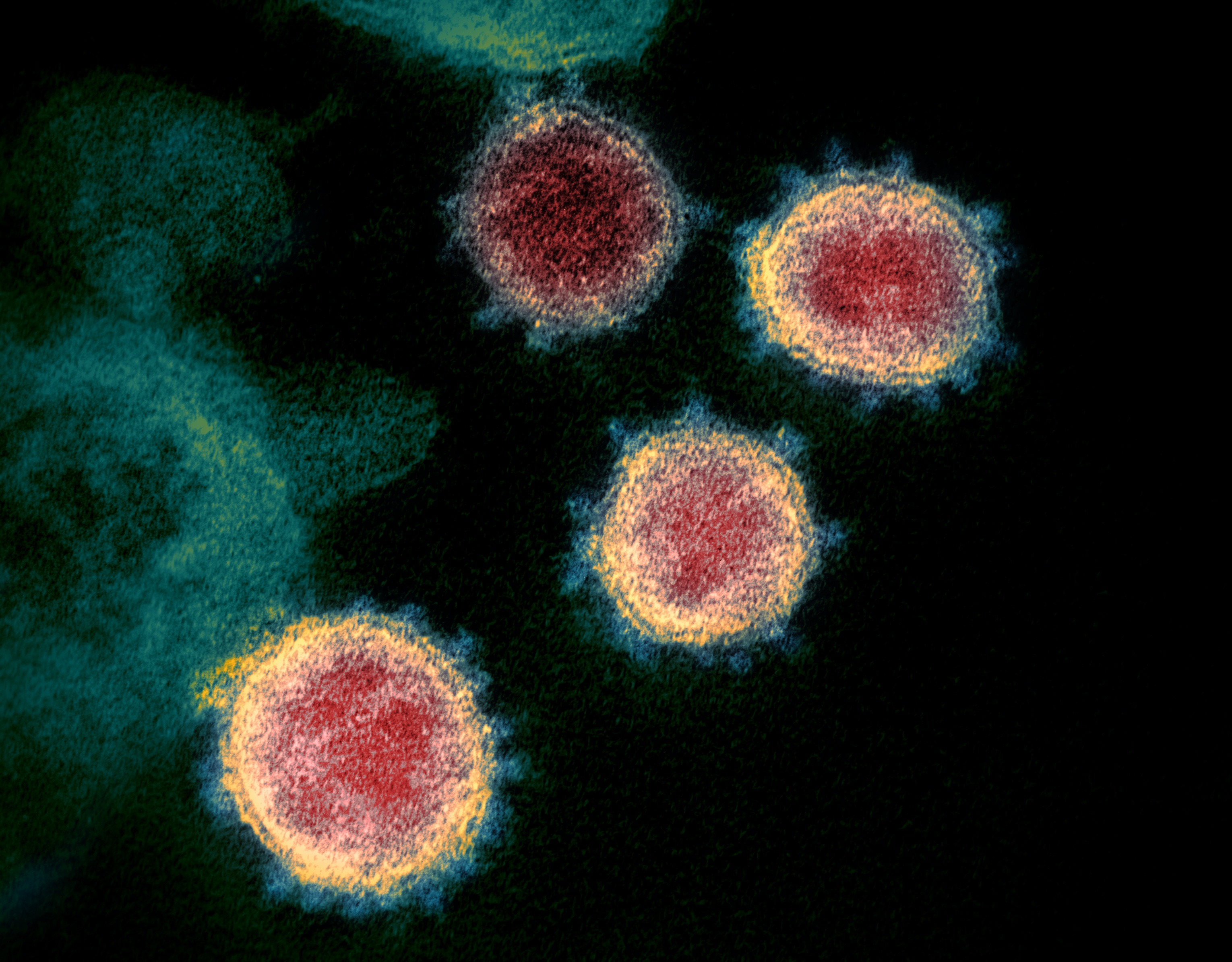
Immagine al microscopio a trasmissione (TEM) che mostra il SARS-CoV-2. Le spinule che propendono dalla membrana esterna delle particelle virali danno ai coronavirus il loro nome, simile a una corona

Nei primi giorni di gennaio 2020, le autorità sanitarie hanno identificato il virus responsabile dell'epidemia scoppiata a Wuhan designandolo, inizialmente come "Coronavirus 2019-nCoV" ma successivamente con il nome ufficiale di SARS-CoV-2. Si tratta di un betacoronavirus facente parte della famiglia dei coronavirus. Prima di tale scoperta, si conoscevano solo sei coronavirus in grado di infettare gli esseri umani, in quanto solitamente colpiscono gli animali, e più precisamente: HCoV-229E, HCoV-OC43, HCoV-NL63, HCoV-HKU1 (responsabili di una considerevole percentuale di casi di raffreddore comune e quindi associabili a una lieve sintomatologia), SARS-CoV-1 e MERS-CoV quest'ultimi due correlati a una presentazione clinica ben più grave con, talvolta, esiti letali. Il SARS-CoV-2 è quindi il settimo virus della stessa famiglia che coinvolge l'uomo. Al 31 gennaio 2020 non sono ancora ben chiare molte caratteristiche del virus e, sebbene sia stata accertata la sua capacità di trasmettersi da uomo a uomo, permangono ancora delle incertezze sulle esatte modalità di trasmissione e sulla sua patogenicità (la capacità di creare danno).

Sintomi della malattia COVID-19 conseguente all'infezione da SARS-CoV-2

L'infezione dal virus SARS-CoV-2 può comportare lo sviluppo di una malattia che è stata chiamata COVID-19 (COrona VIrus Disease 2019 o malattia da Corona Virus 2019). I pazienti accusano sintomi simili all'influenza: febbre, senso di affaticamento, tosse secca e difficoltà respiratoria. Nei casi più gravi, spesso riscontrati in soggetti già gravati da precedenti patologie, si sviluppa polmonite, insufficienza renale acuta, fino ad arrivare anche al decesso.
Il tasso di letalità apparente a livello globale, da una stima dell'OMS del 3 marzo 2020, è del 3,4%, mentre in precedenza era stimato al 2%. A marzo 2021 esistono quattro diversi tipi di vaccino disponibile per la malattia. Nei casi più lievi i Centri per la prevenzione e il controllo delle malattie (CDC) statunitensi hanno consigliato di alleviare i sintomi assumendo regolarmente farmaci antinfluenzali, bevendo liquidi e riposando. In quelli più gravi si potrebbe rendere necessario un trattamento finalizzato al sostegno delle funzioni vitali, come la ventilazione artificiale e l'ECMO. Nel corso della pandemia, alcuni Paesi hanno richiesto alle persone di segnalare sintomi simil-influenzali al proprio medico, soprattutto se hanno visitato la Cina continentale.
Il periodo di incubazione (il tempo che intercorre tra l'infezione e l'insorgenza dei sintomi) varia da 1 a 14 giorni, sebbene sia più comunemente di 5 giorni. Tuttavia, viene segnalato un caso con un periodo di incubazione di 27 giorni.
La tomografia computerizzata di 51 pazienti sintomatici ha mostrato caratteristiche coerenti come l'opacità a vetro smerigliato, la minore distribuzione polmonare e il coinvolgimento di entrambi i polmoni, ma a causa della sovrapposizione con altri virus come l'adenovirus, la TAC da sola è di scarsa utilità nell'identificazione della COVID-19. La Società Italiana di Radiologia Medica e Interventistica sta compilando un database internazionale di risultati di tomografie per casi confermati disponibile online.

## Misure di prevenzione applicate
Le misure raccomandate per contenere e prevenire l'infezione variano a seconda della probabilità che le persone possano entrare in contatto con soggetti malati. Un certo numero di Paesi ha sconsigliato di viaggiare nella Cina continentale, nella provincia di Hubei o solo a Wuhan.
Non ci sono prove che animali domestici, come cani e gatti, possano essere infetti. In ogni caso, il governo di Hong Kong ha avvertito tutti coloro che viaggiano fuori città di non toccare animali, non mangiare carne di selvaggina ed evitare di recarsi in mercati di pollame vivo e allevamenti.
Molti governi sconsigliano tutti i viaggi non essenziali verso i Paesi e le aree colpite dall'epidemia. La Cina ha vietato il commercio e il consumo di animali selvatici. Il tracciamento dei contatti è un metodo importante per le autorità sanitarie per determinare la fonte di un'infezione e prevenire un'ulteriore trasmissione. Si raccomandano anche misure di distanziamento sociale per impedire la trasmissione all'interno delle comunità.

### Misure di igiene

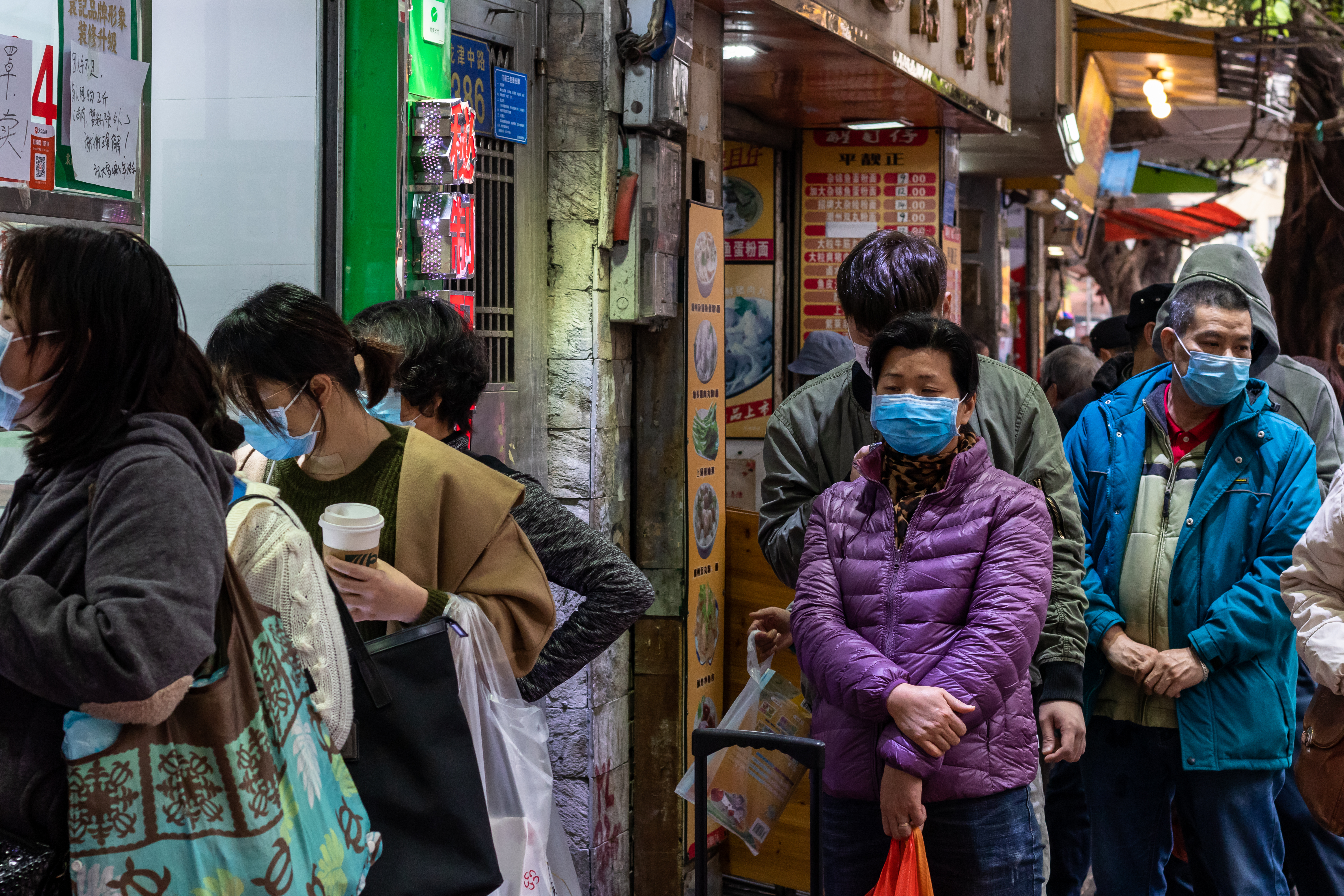
Maschere chirurgiche utilizzate dalle persone a Guangzhou

Allo scopo di limitare la diffusione del contagio, l'Organizzazione mondiale della sanità ha raccomandato di "lavarsi le mani regolarmente per più di 20 secondi, coprendo bocca e naso quando si tossisce e starnutisce... ed evitare un contatto ravvicinato con chiunque mostri sintomi di malattie respiratorie (come tosse e starnuti)." Simili consigli sono stati emanati anche dai centri per la prevenzione e il controllo delle malattie statunitensi, aggiungendo consigli sui disinfettanti per le mani. Il governo di Hong Kong ha chiesto che le persone mantengano una buona igiene personale soprattutto riguardo alle loro mani. Inoltre ha avvisato che chiunque viaggi fuori città di "non toccare gli animali, non mangiare carne di selvaggina ed evitare di visitare mercati umidi, mercati di pollame o allevamenti". A chiunque sospetti di essere infetto è stato chiesto di indossare una maschera chirurgica e chiamare un medico. Identiche misure sono state chieste dal Ministero della Salute di Singapore ai propri concittadini.
Da parte della popolazione in generale si è assistito a una presa di precauzioni maggiori rispetto a quanto consigliato dalle autorità sanitarie. Si è, infatti, ad esempio riscontrato un uso diffuso di maschere chirurgiche da parte di persone sane a Hong Kong, in Giappone, a Singapore e Malesia. È stato anche rilevato un utilizzo maggiore e diffuso di disinfettanti per il lavaggio delle mani e dei vestiti.
L'Organizzazione mondiale della sanità ha suggerito soluzioni antisettiche per le mani in cui l'effetto antimicrobico dell'alcool altamente concentrato (etanolo o isopropanolo) è potenziato dalla bassa concentrazione di perossido di idrogeno mentre il terzo componente, il glicerolo, agisce come umettante. Queste formulazioni possono essere preparate localmente in luoghi remoti in cui i disinfettanti per le mani commerciali non sono prontamente disponibili.

### Quarantena

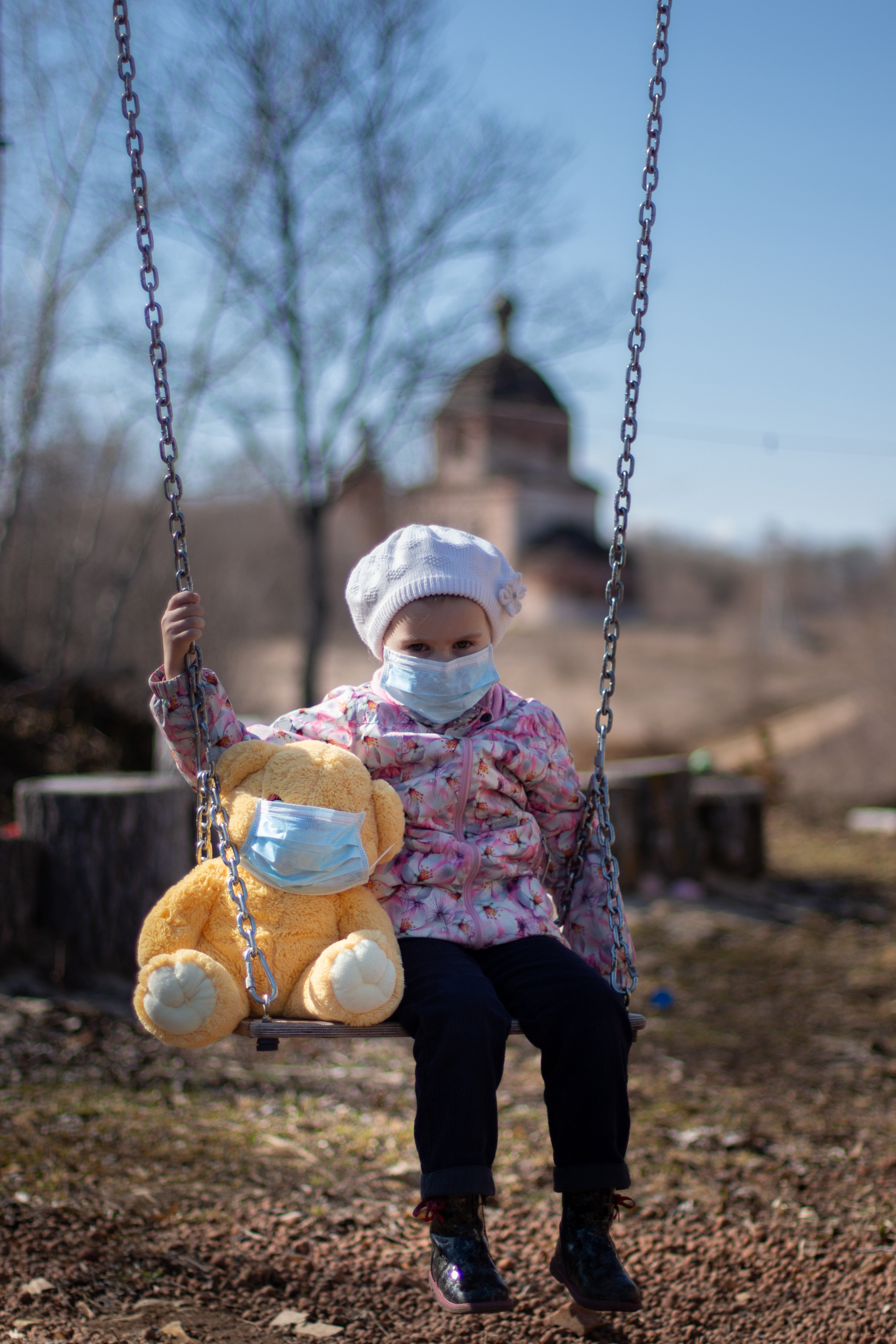
Un bambino durante la quarantena
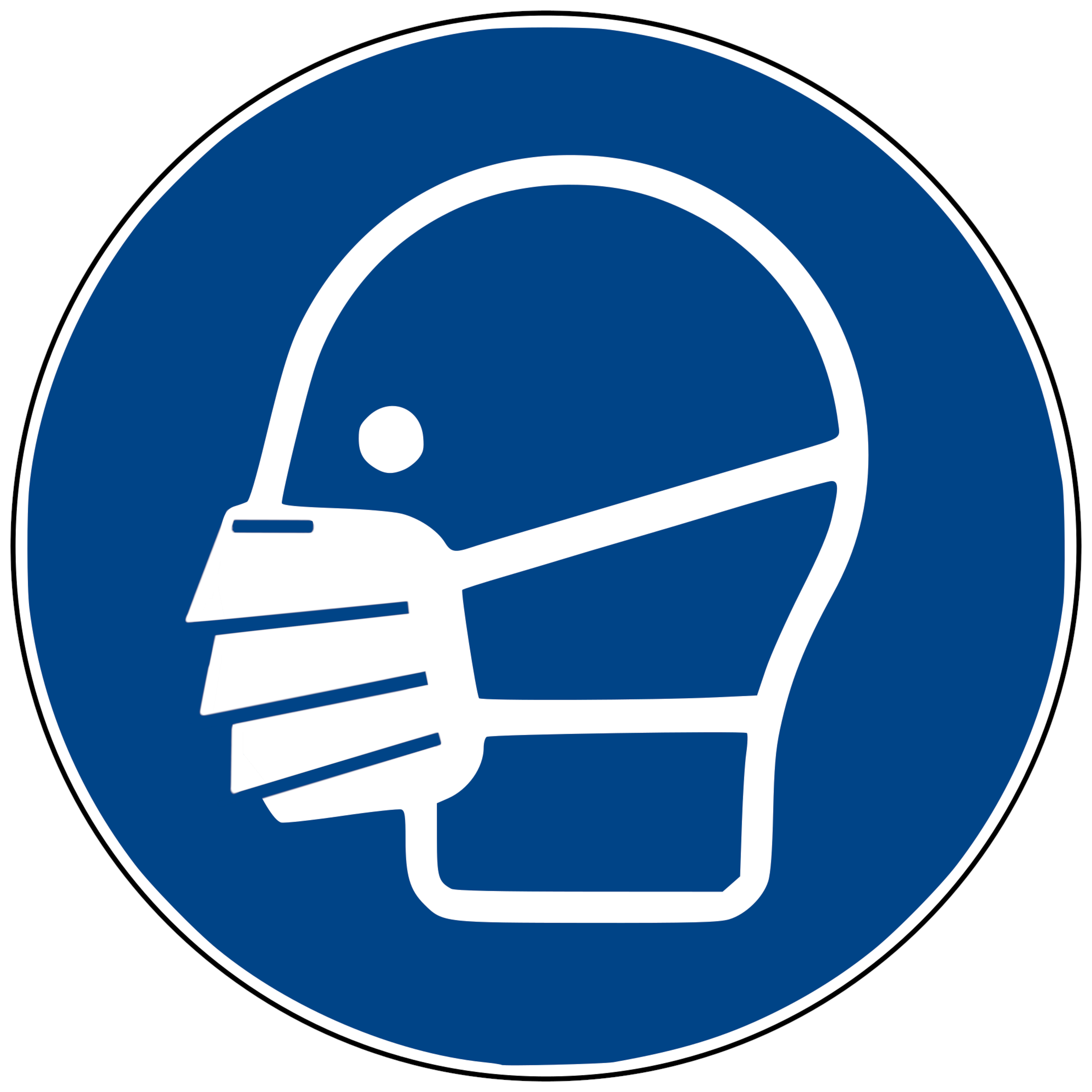
Come indossare la maschera chirurgica bianca: 1) ferretto del nasello in alto, 2) pieghe rivolte in basso, 3) mento coperto
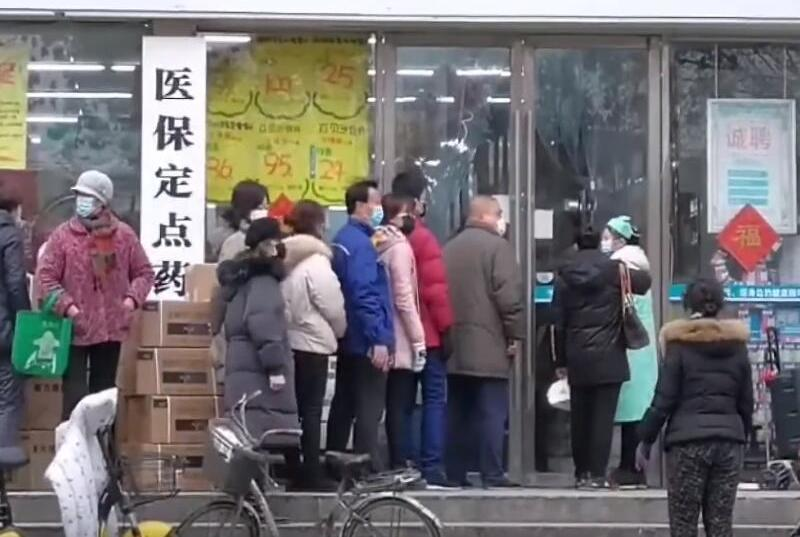
La gente fa la fila fuori una farmacia di Wuhan per comprare mascherine e forniture mediche
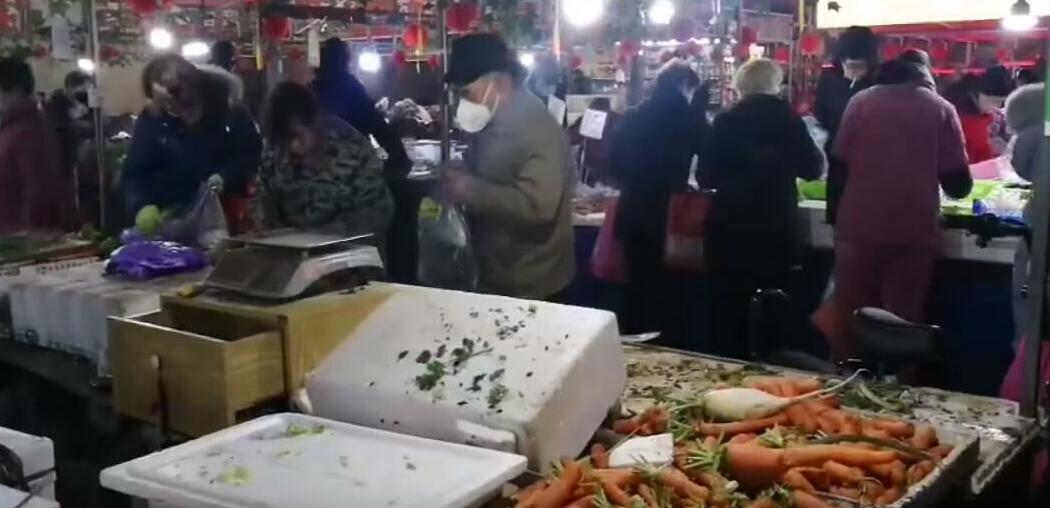
I residenti di Wuhan indossando maschere si precipitano verso i mercati vicini per comprare verdura e altri alimenti il 23 gennaio durante l'epidemia

Nel tentativo di limitare la diffusione della malattia, le autorità cinesi hanno imposto, a partire dal 23 gennaio 2020, una quarantena per la città di Wuhan. Aerei, treni, autobus pubblici, metropolitane e autobus a lunga percorrenza sono stati sospesi a tempo indeterminato. Anche le riunioni su larga scala e i viaggi di gruppo sono stati proibiti. Il 24 gennaio 2020, tali misure sono state estese a un totale di 15 città della provincia di Hubei. A causa di tali imposizioni, i residenti di Wuhan si precipitarono ad accumulare beni essenziali, come cibo e carburante e i prezzi sono aumentati in modo significativo. Il personale medico ha avuto difficoltà a recarsi nei propri ospedali per prendere servizio, poiché potevano solo utilizzare i propri mezzi, taxi e i veicoli a noleggio privati si sono rifiutati di servirli una volta appresa la destinazione.
Il 26 gennaio, la città di Shantou nel Guangdong ha dichiarato un blocco parziale, sebbene questo sia stato smentito solo due ore dopo. Ciò ha creato il caos, poiché i residenti si sono precipitati nei supermercati per rifornirsi di cibo non appena appresa la notizia. Lo stesso giorno, le autorità locali di Pechino e di molte altre grandi città, tra cui Hangzhou, Guangzhou, Shanghai e Shenzhen, hanno annunciato che non imporranno un blocco simile a quelli in vigore nella provincia di Hubei. Voci di questi potenziali blocchi si erano ampiamente diffuse prima degli annunci ufficiali.
Il 2 febbraio 2020, anche la città di Wenzhou nella provincia di Zhejiang ha attuato un blocco parziale, chiudendo 46 dei 54 caselli autostradali. Il 4 febbraio 2020, altre due città nella provincia di Zhejiang hanno limitato il movimento dei residenti. La città di Taizhou, tre distretti di Hangzhou e alcuni a Ningbo hanno iniziato a consentire a una sola persona per famiglia di uscire ogni due giorni per acquistare le necessità. Oltre 12 milioni di persone sono interessate dalle nuove restrizioni. Al 6 febbraio 2020, un totale di quattro città dello Zhejiang, Wenzhou, Hangzhou, Ningbo e Taizhou, permettevano a una sola persona per famiglia di lasciare la propria casa ogni due giorni. Queste restrizioni coinvolgevano oltre 30 milioni di persone.
Al di fuori della Cina continentale, alcune navi da crociera sono state messe in quarantena dopo che i passeggeri hanno sviluppato sintomi o sono risultati positivi per SARS-CoV-2. La Costa Smeralda è stata messa in quarantena il 30 gennaio al largo di Civitavecchia, in Italia, dopo che i passeggeri hanno sviluppato sintomi simil-influenzali, tale misura preventiva è stata revocata nel momento in cui i test per il virus sono risultati negativi. Il 5 febbraio ulteriori due navi sono state messe in quarantena: la Diamond Princess nel porto di Yokohama, in Giappone e la World Dream. In entrambi i casi, i passeggeri e l'equipaggio sono risultati positivi.

### Autoquarantena e autoisolamento
L'autoisolamento a casa è stato raccomandato per coloro a cui è stata diagnosticata la COVID-19 e per coloro che sospettano di essere stati infettati. I CDC hanno emesso istruzioni di autoisolamento che includono la notifica per telefono degli operatori sanitari e la limitazione di tutte le attività al di fuori della casa, con l'eccezione delle cure mediche.
Coloro che hanno recentemente viaggiato in un Paese con contagio diffuso o che sono stati in diretto contatto con qualcuno a cui è stata diagnosticata la COVID-19 sono stati invitati da alcune agenzie sanitarie dei governi a mettersi in quarantena o praticare l'allontanamento sociale per 14 giorni dal momento dell'ultima possibile esposizione.
Nella lotta contro il coronavirus potrebbe rivelarsi utile anche l'uso di applicazioni di tracciamento dei contatti.

### Distanziamento sociale
Il distanziamento sociale comprende azioni di controllo delle infezioni intese a rallentare la diffusione della malattia minimizzando lo stretto contatto tra individui. I metodi includono stare lontano dai malati, evitare aree affollate, applicare restrizioni di viaggio e implementare quarantene. Molti governi stanno ora incaricando o raccomandando il distanziamento sociale nelle regioni colpite dall'epidemia.
Gli adulti più anziani e quelli con gravi condizioni croniche affrontano un aumentato rischio di gravi malattie e complicanze da COVID-19 e sono stati avvisati dai CDC degli Stati Uniti di evitare la folla e di rimanere il più possibile a casa nelle aree di epidemia della comunità.
Alcuni Paesi, come l'Italia, il Canada o gli Stati Uniti, hanno pubblicato linee guida dicendo di non stringere la mano, abbracciare e baciare.

### Vaccinazione
Alla fine di febbraio 2020 diverse organizzazioni in tutto il mondo si trovavano impegnate nello sviluppo di un vaccino contro il virus. Tra i vari istituti coinvolti, il centro cinese per il controllo e la prevenzione delle malattie ha iniziato a sviluppare vaccini contro il nuovo coronavirus già dalla fine del mese precedente, mentre un team dell'Università di Hong Kong ha annunciato di essere pronto a testarne uno sugli animali prima di condurre test clinici sull'uomo. Il 24 gennaio, il National Institutes of Health (NIH) degli Stati Uniti aveva annunciato l'intenzione di sperimentare sull'uomo un vaccino entro aprile 2020. A inizio marzo 2020, 30 vaccini candidati erano in fase di sviluppo, con prodotti di Gilead Sciences e Ascletis Pharma negli studi clinici di fase III. Il 6 aprile 2020 il vaccino in corso di sviluppo da parte dell'azienda americana Inovio, chiamato per ora Ino-4800, è entrato nella sua fase di sperimentazione sull'uomo, su 40 volontari che hanno ricevuto la prima dose, che sarà seguita da una seconda dopo quattro settimane, grazie al via libera della Food and Drug Administration (FDA).
Nell'agosto 2020 cresce l'attenzione sui vaccini: Trump annuncia l'arrivo entro il 2020, in Russia inizia la somministrazione del vaccino "Sputnik V".
A settembre alcuni vaccini entrano nella terza (e ultima) fase della sperimentazione, che consiste nella somministrazione del vaccino a decine di migliaia di volontari per studiarne gli effetti durante i mesi successivi. Tra questi c'è il vaccino frutto della collaborazione tra Pfizer e BioNTech, ma anche quello di Moderna, Astrazeneca e Johnson & Johnson.
Nel novembre 2020 vengono annunciati i risultati delle analisi preliminari della sperimentazione di alcuni vaccini. Nel dettaglio, il 9 novembre Pfizer attesta l'efficacia del proprio vaccino al 90%, segue il 16 novembre l'annuncio di Moderna secondo cui il loro vaccino avrebbe un'efficacia del 94,5%.
ll 2 dicembre 2020 il Regno Unito approva il vaccino Pfizer-BioNTech (chiamato Comirnaty). L'8 dicembre è stato il giorno della prima somministrazione di un vaccino contro il nuovo coronavirus: è una cittadina inglese novantenne, Margaret Kennan, la prima a riceverlo. 
Da questo momento il vaccino Comirnaty verrà approvato prima negli Stati Uniti, dove la FDA dà il via libera il 14 dicembre e la somministrazione inizia il giorno successivo, poi nell'Unione europea, dove l'EMA garantisce la qualità e la sicurezza del vaccino il 21 dicembre. Il cosiddetto vaccine-day europeo è stato il 27 dicembre dove sono iniziate le somministrazioni nell'Unione europea. Al 26 luglio 2021, nel mondo, le persone che hanno ricevuto almeno una dose di vaccino sono oltre 2 miliardi e quelle con vaccinazione completa circa 1 miliardo.

## Reazioni internazionali

Paesi/regioni con restrizioni di viaggio imposte in risposta al 9 febbraio 2020. Tra questi vi sono i divieti d'ingresso ai cittadini cinesi o i recenti visitatori in Cina, l'interruzione del rilascio dei visti ai cittadini cinesi o la re-imposizione dei requisiti in materia di visti per i cittadini cinesi e anche i Paesi che hanno risposto alla chiusura delle frontiere con la Cina.

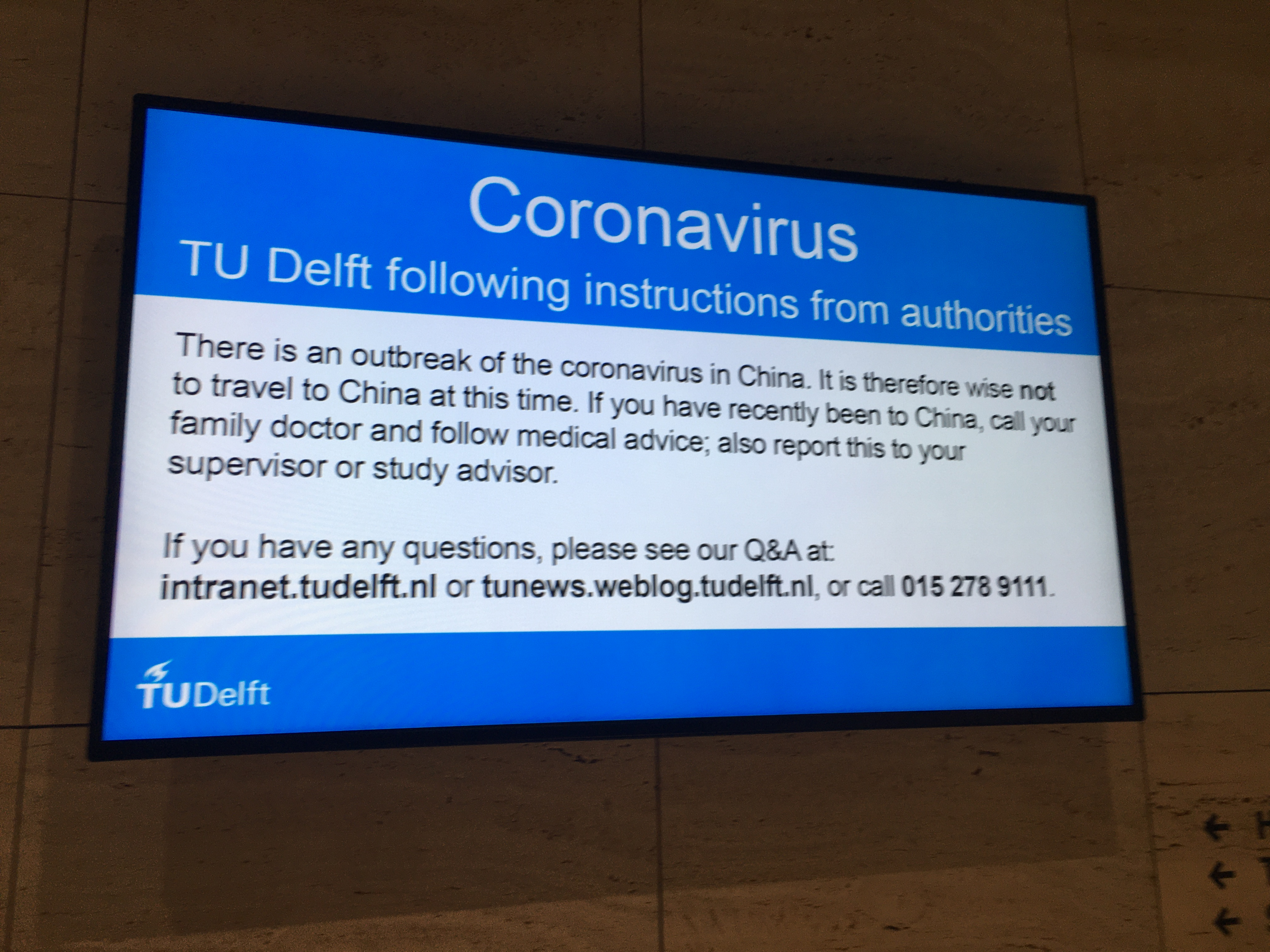
Annuncio su uno schermo televisivo all'Università tecnica di Delft nei Paesi Bassi, in cui si consiglia agli studenti di non recarsi in Cina

Dal 31 dicembre 2019, alcune regioni e Paesi vicini alla Cina hanno rafforzato la selezione di viaggiatori selezionati. I Centri per la prevenzione e il controllo delle malattie (CDC) degli Stati Uniti hanno successivamente iniziato a sconsigliare i viaggi verso la Cina. Linee guida e valutazioni del rischio sono state pubblicate a breve da altri, tra cui il Centro europeo per la prevenzione e il controllo delle malattie e la sanità pubblica in Inghilterra.
Un'analisi dei modelli di viaggio aereo è stata utilizzata per mappare e prevedere i modelli di diffusione ed è stata pubblicata sul Journal of Travel Medicine a metà gennaio 2020. Sulla base delle informazioni dell'International Air Transport Association (2018), Bangkok, Hong Kong, Tokyo e Taipei hanno registrato il maggior volume di viaggiatori provenienti da Wuhan. Dubai, Sydney e Melbourne sono state anche segnalate come destinazioni popolari per le persone che viaggiano da Wuhan. Bali è stata segnalata come meno abile in termini di preparazione, mentre le città in Australia sono state considerate le più capaci.
Sempre il 22 gennaio, la Confederazione calcistica asiatica (AFC) ha annunciato che avrebbe spostato le partite nel terzo turno del Torneo di qualificazione olimpica delle donne AFC del 2020 da Wuhan a Nanchino, interessando le squadre femminili provenienti da Australia, Cina, Cina Taipei e Thailandia. Alcuni giorni dopo, l'AFC ha annunciato che insieme alla Federcalcio australiana avrebbero trasferito le partite a Sydney. Anche le qualificazioni della boxe olimpica Asia-Pacifico, che originariamente si sarebbero tenute a Wuhan dal 3 al 14 febbraio, sono state cancellate e trasferite ad Amman, in Giordania, tra il 3 e l'11 marzo.

### Restrizioni dei viaggi
A seguito della diffusione della malattia, molti Paesi e regioni, compresa la maggior parte dello Spazio Schengen, Armenia, Australia, India, Iraq, Indonesia, Kazakistan, Kuwait, Malesia, Maldive, Mongolia, Nuova Zelanda, Filippine, Singapore, Sri Lanka, Taiwan, Vietnam, e Stati Uniti hanno imposto divieti temporanei di ingresso ai cittadini cinesi o visitatori recenti in Cina, o hanno smesso di rilasciare visti e hanno reintrodotto i requisiti per i visti per i cittadini cinesi. Samoa ha persino iniziato a rifiutare l'ingresso ai propri cittadini che erano stati in precedenza in Cina, attirando una condanna diffusa per la legalità di tale decisione. Secondo l'OMS le restrizioni di viaggio non sono efficaci nel contenimento della pandemia nel suo stadio avanzato.
El Salvador ha vietato l'accesso ai visitatori provenienti dall'Italia e dalla Corea del Sud in seguito dell'elevato numero di contagi in tali Paesi.
Anche Hong Kong, Mongolia, Nepal, Corea del Nord, Russia e Vietnam hanno risposto con un inasprimento/chiusura delle frontiere con la Cina. Il 22 gennaio 2020, la Corea del Nord ha chiuso i suoi confini ai turisti internazionali per impedire la diffusione del virus nel Paese. I visitatori cinesi costituiscono la maggior parte dei turisti stranieri in Corea del Nord.

### Evacuazione dei cittadini stranieri
A causa dell'effettivo blocco dei trasporti pubblici a Wuhan e Hubei, diversi Paesi hanno pianificato di evacuare i loro cittadini e il personale diplomatico dalla zona, principalmente attraverso voli charter della nazione di origine che sono stati autorizzati dalle autorità cinesi. Canada, Stati Uniti, Italia, Giappone, India, Francia, Australia, Sri Lanka, Germania e Thailandia sono stati tra i primi a pianificare l'evacuazione dei loro cittadini. Il Pakistan ha affermato che non evacuerà alcun cittadino cinese. Il 7 febbraio, il Brasile ha evacuato 34 brasiliani o membri della famiglia oltre a quattro polacchi, un cittadino cinese e un indiano. I cittadini di Polonia, Cina e India scesero dall'aereo in Polonia, dove l'aereo brasiliano fece scalo prima di seguire la rotta per il Brasile. I cittadini brasiliani che andarono in Brasile furono messi in quarantena in una base militare vicino a Brasilia. Il 7 febbraio 215 canadesi (176 dal primo aereo e 39 da un secondo aereo noleggiato dal governo degli Stati Uniti) furono evacuati da Wuhan, in Cina, al CFB Trenton per essere messi in quarantena per due settimane. L'11 febbraio, un altro aereo canadese (185) da Wuhan è atterrato a CFB Trenton. Le autorità australiane hanno evacuato 277 cittadini il 3 e 4 febbraio al centro di detenzione dell'isola di Natale che era stato "riproposto" come struttura di quarantena, dove sono rimasti per 14 giorni. Gli Stati Uniti hanno annunciato che evacueranno gli americani a bordo della nave da crociera Diamond Princess. Il 21 febbraio, un aereo che trasportava 129 passeggeri canadesi evacuati dalla Diamond Princess è atterrato a Trenton, in Ontario.

### Aiuti internazionali
Il 5 febbraio, il ministero degli Esteri cinese ha dichiarato che 21 Paesi (tra cui Bielorussia, Pakistan, Trinidad e Tobago, Egitto e Iran) avevano inviato aiuti in Cina.
La città di Pittsburgh negli Stati Uniti ha annunciato l'intenzione di inviare prontamente aiuti a Wuhan, con il sindaco Bill Peduto che afferma che "Il nostro ufficio ha raggiunto il sindaco di Wuhan, che è la nostra città gemellata" e promettendo che "nei prossimi due giorni dovremmo essere in grado di avere un pacchetto di assistenza per la città cinese". Ha ipotizzato che il contenuto di tale pacchetto sarà coordinato con la consultazione di esperti medici, ma che probabilmente consisterà in "maschere per il viso, guanti di gomma e altro materiale che potrebbe essere difficile da trovare in futuro". Inoltre, il Centro medico dell'Università di Pittsburgh (UPMC) ha annunciato l'intenzione di fornire aiuto, con il portavoce dell'UPMC Paul Wood affermando che "l'UPMC ha una presenza significativa in Cina ed è stata in contatto con i nostri partner", dichiarando anche "siamo pronti ad assistere loro e gli altri in Cina per i loro bisogni umanitari". Alcuni studenti cinesi in altre università americane si sono anche uniti per aiutare a inviare dispositivi di protezione alle parti colpite da virus della Cina, con un gruppo congiunto nella Chicagoland che, secondo quanto riferito, è riuscita a inviare 50 000 maschere N95 e 1 500 tute protettive agli ospedali della provincia di Hubei il 30 gennaio 2020.
L'organizzazione di aiuto umanitario Direct Relief, in coordinamento con il trasporto e il supporto logistico della FedEx, ha inviato 200 000 maschere facciali con altri dispositivi di protezione individuale, inclusi guanti e abiti, tramite un ponte aereo di emergenza per arrivare all'ospedale dell'Unione di Wuhan, che ha richiesto le forniture entro il 30 gennaio. La Fondazione Bill & Melinda Gates ha dichiarato il 26 gennaio che avrebbe donato aiuti per 5 milioni di dollari a sostegno della risposta in Cina che mireranno ad assistere "fondi di emergenza e relativo supporto tecnico per aiutare i soccorritori di prima linea". Il 5 febbraio, Bill e Melinda hanno inoltre annunciato la donazione di 100 milioni di dollari all'Organizzazione mondiale della sanità, che ha presentato un appello per il finanziamento di contributi alla comunità internazionale lo stesso giorno. La donazione sarà utilizzata per finanziare la ricerca sui vaccini e gli sforzi terapeutici nonché a proteggere "popolazioni a rischio in Africa e in Asia meridionale".
Il Giappone, nel processo di coordinamento di un volo aereo per Wuhan per prelevare cittadini giapponesi in città, ha promesso che l'aereo trasporterà dapprima gli aiuti a Wuhan che il ministro degli esteri giapponese Toshimitsu Motegi ha dichiarato che consisterà in "maschere e tute protettive per i cinesi e per i cittadini giapponesi". Il 26 gennaio, l'aereo è arrivato a Wuhan, donando la sua scorta di un milione di maschere alla città. Inoltre, tra le forniture di aiuto c'erano 20 000 tute protettive per il personale medico di Hubei, donate dal governo metropolitano di Tokyo.
In Giappone sono sorti sforzi di sostegno per aiutare gli abitanti di Wuhan. Il 27 gennaio, la città di Ōita, città gemella di Wuhan da 40 anni, ha inviato 30 000 maschere dalle proprie scorte di soccorso alla sua città gemella attraverso la rete della Croce Rossa con scatole etichettate "Wuhan Jiayou!", Che significa "Tieni duro, Wuhan! " in cinese. Il capo della divisione dell'Ufficio per gli affari internazionali, Soichiro Hayashi, ha affermato che "il popolo di Wuhan è come una famiglia" e ha espresso la speranza che "le persone possano tornare alla vita ordinaria il più rapidamente possibile".
Il 28 gennaio, la città di Mito ha donato 50 000 maschere alla sua città gemellata di Chongqing, e il 6 febbraio la città di Okayama ha inviato 22 000 maschere a Luoyang, la sua città gemellata. Il Partito Liberal Democratico al potere, ha fatto una deduzione simbolica il 10 febbraio di 5 000 yen (c. 40 euro) dallo stipendio del mese di marzo di ogni parlamentare LDP, per un totale di 2 milioni di yen (c. 16 000 euro), da donare alla Cina, con il segretario generale del partito, Toshihiro Nikai, che ha affermato che "per il Giappone, quando vede scoppiare un virus in Cina, è come vedere un parente o un vicino soffrire. I giapponesi sono disposti ad aiutare la Cina e sperano che l'epidemia passi al più presto."
Peace Winds Japan ha dichiarato che invierà un membro dello staff in Cina per aiutare a distribuire le maschere facciali e altri beni che la ONG invierà nel Paese.
Numerosi altri Paesi hanno anche annunciato iniziative di aiuto. La Malesia ha annunciato una donazione di 18 milioni di guanti medici alla Cina, Anche la Croce Rossa filippina ha donato maschere facciali filippine per 1,1 milione di euro, che sono poi state spedite a Wuhan. La Turchia ha spedito attrezzature mediche, e la Germania ha consegnato varie forniture mediche tra cui 10 000 tute Hazmat. Il 19 febbraio, la Croce Rossa di Singapore ha annunciato che invierà aiuti alla Cina per 2 milioni di euro, che consisterebbero ne "l'acquisto e la distribuzione di dispositivi di protezione come maschere chirurgiche per il personale ospedaliero e altri operatori sanitari". L'importo sarà inoltre utilizzato per "acquistare e distribuire articoli igienici e diffondere l'educazione sanitaria in sette case di cura a Tientsin e Nanning".

### Apprezzamento della risposta cinese
La risposta della Cina al virus, rispetto all'epidemia di SARS del 2003, è stata elogiata da alcuni capi stranieri. Il presidente degli Stati Uniti Donald Trump ha ringraziato il presidente cinese Xi Jinping "a nome del popolo americano" il 24 gennaio 2020 su Twitter, affermando quanto la Cina avesse lavorato molto duramente per contenere il coronavirus. "Gli Stati Uniti apprezzano molto i loro sforzi e la loro trasparenza" e dichiarano che "andrà tutto bene". Il ministro della sanità tedesco Jens Spahn, in un'intervista alla Bloomberg TV, ha dichiarato, confrontando la risposta cinese alla SARS nel 2003: "C'è una grande differenza ora rispetto a quello che successe con la SARS. Abbiamo una Cina molto più trasparente. L'azione della Cina è già molto più efficace dai primi giorni". Ha anche elogiato la cooperazione e la comunicazione internazionale nel trattare il virus. In una lettera a Xi, il presidente di Singapore Halimah Yacob si è congratulato con le "misure rapide, decise e globali" della Cina nel salvaguardare la salute del popolo cinese, mentre il primo ministro di Singapore Lee Hsien Loong ha osservato "la risposta ferma e decisa della Cina" nelle comunità colpite dal virus. Congratulazioni simili sono state espresse dal presidente russo Vladimir Putin.
In una messa domenicale in piazza San Pietro a Città del Vaticano, il 26 gennaio 2020, papa Francesco ha elogiato "il grande impegno della comunità cinese che è già stato messo in atto per combattere l'epidemia" e ha avviato una preghiera per "le persone malate a causa del virus che si è diffuso in Cina".

## Gestione della pandemia nei vari Stati

### America

#### Brasile
La linea politica adottata dal presidente Jair Bolsonaro ha suscitato molte polemiche, poiché lui ha negato e minimizzato l'impatto del virus, ha definito la pandemia una "piccola influenza" e spesso si è espresso contro le misure preventive come il distanziamento sociale, la quarantena e l'utilizzo della mascherina protettiva. Il suo atteggiamento nei confronti dell'epidemia è così simile a quello del presidente degli Stati Uniti Donald Trump.
Nel giugno del 2020 il governo del Brasile ha tentato di nascondere le cifre effettive dei casi attivi e dei decessi da COVID-19, poiché ha smesso di pubblicare il numero totale di infezioni e decessi. Il 5 giugno, il ministero della Sanità brasiliano ha chiuso il sito web ufficiale che pubblicava i dati cumulativi sulle infezioni e sulle morti. Il sito è stato riaperto il 6 giugno, riportando però solo il numero di infezioni delle precedenti 24 ore.

#### Stati Uniti d'America

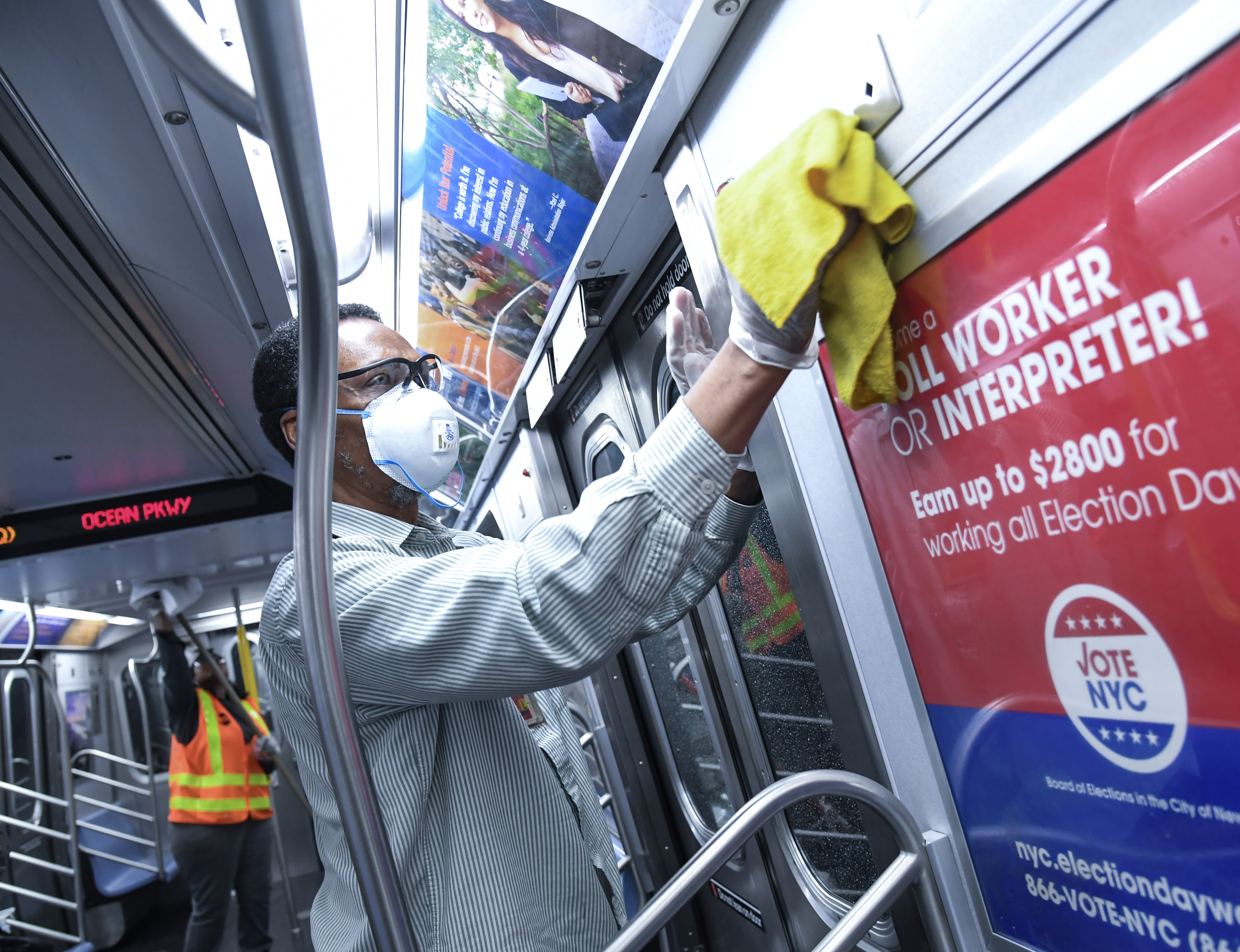
Disinfezione dei vagoni della metropolitana di New York contro il coronavirus

Il 31 gennaio, la presidenza Trump ha limitato l'ingresso negli Stati Uniti d'America, come immigrati o non immigranti, di tutti gli stranieri che erano fisicamente presenti nella Repubblica Popolare Cinese, escluse le Regioni amministrative speciali di Hong Kong e Macao, durante il periodo di 14 giorni che precede il loro ingresso o tentativo di ingresso negli Stati Uniti.
Nello Stato nord-occidentale del Pacifico di Washington, è stata segnalata la prima morte il 29 febbraio, dopo un focolaio in un centro di assistenza agli anziani dell'America Life Care a Kirkland, Washington, seguito dalla dichiarazione del governatore di Washington Jay Inslee dello stato di emergenza. Florida e California hanno anche loro dichiarato uno stato di emergenza all'inizio di marzo.
Le principali società statunitensi, tra cui Amazon, Facebook, Twitter e Goldman Sachs, hanno imposto restrizioni ai viaggi dei dipendenti e alcune hanno annullato le conferenze. Alcune aziende, tra cui Microsoft, GitHub e Square, Inc., hanno anche incoraggiato i dipendenti a lavorare da casa.

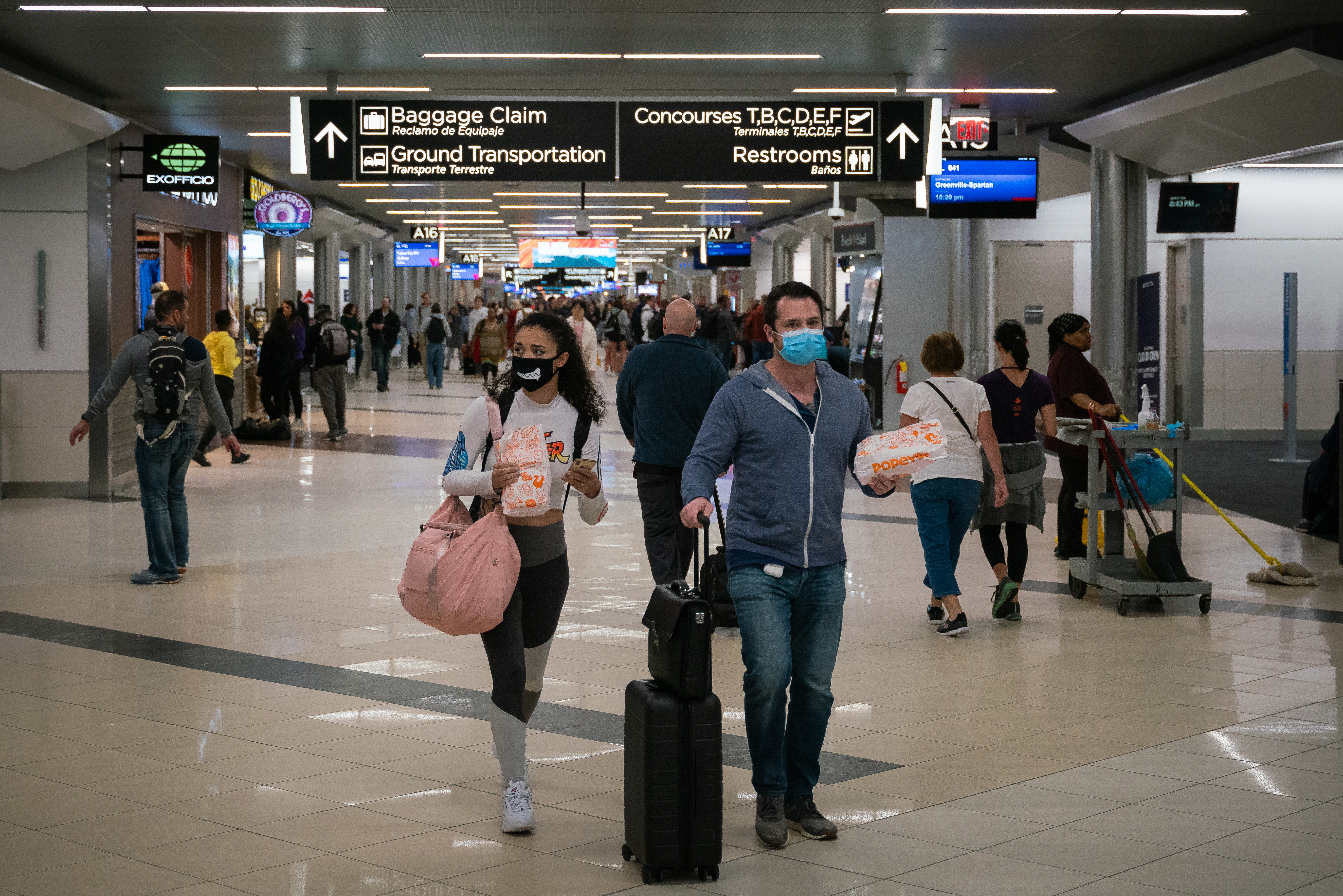
I viaggiatori all'Aeroporto Internazionale di Atlanta-Hartsfield-Jackson che indossano mascherine

### Asia

#### Cina
Il 23 gennaio 2020 è stata annunciata una quarantena per fermare i viaggi dentro e fuori Wuhan. Le celebrazioni per il capodanno cinese (25 gennaio) sono state cancellate in diversi luoghi. L'uso del veicolo privato è stato vietato. Il 26 gennaio, il governo ha istituito ulteriori misure per contenere la pandemia di COVID-19, comprese le dichiarazioni sanitarie per i viaggiatori e le modifiche alle festività nazionali. Si è deciso di prolungare le vacanze del Festival di primavera per contenere lo scoppio epidemico. Anche le università e le scuole in tutto il Paese sono state chiuse. Le regioni di Hong Kong e Macao hanno istituito diverse misure, in particolare per quanto riguarda le scuole e le università. Sono state istituite misure di lavoro a distanza in diverse regioni cinesi. Sono state emanate varie restrizioni di viaggio.
Diverse città cinesi si sono impegnate a non imporre misure di quarantena simili e altre le hanno messe in atto.

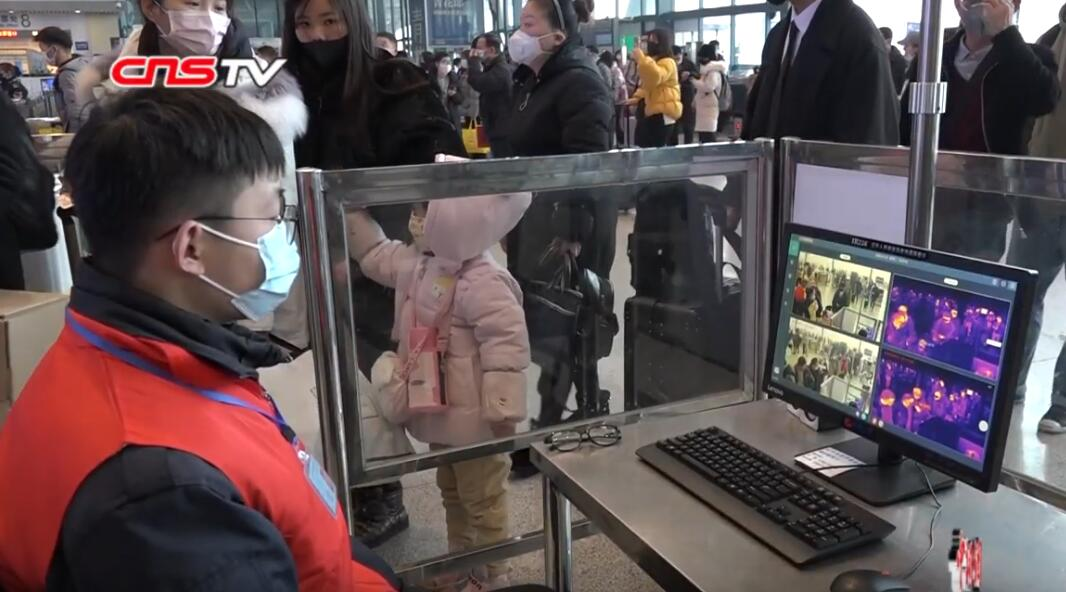
Le telecamere a infrarossi sono state installate nella stazione di Wuhan per controllare la temperatura corporea dei passeggeri prima di salire a bordo dei treni
- "Fotografia aerea delle strade dopo il divieto dei veicoli a motore nelle aree urbane centrali di Wuhan: poche tracce di veicoli" - Notizie video dal China News Service
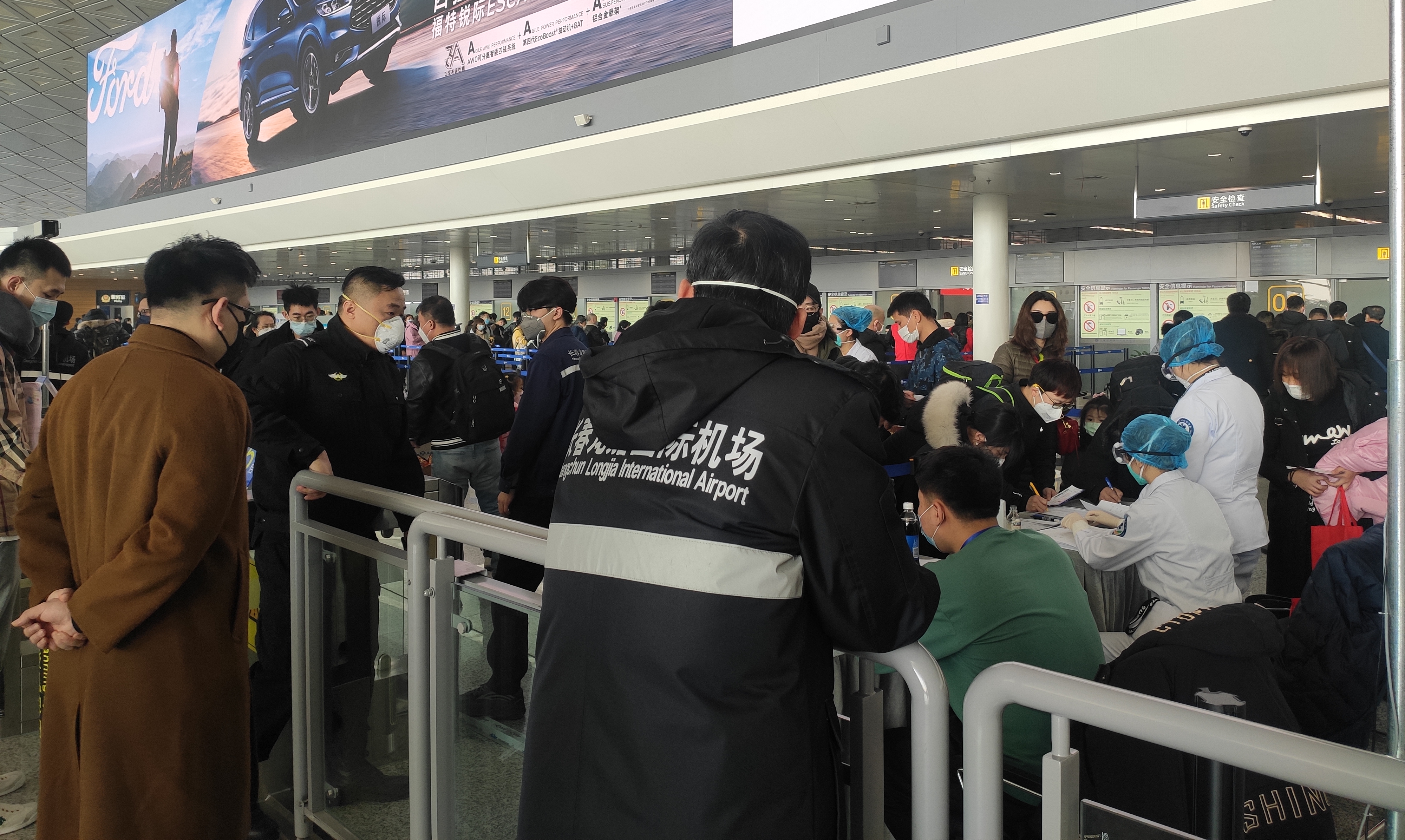
Passeggeri mascherati sottoposti a controlli di temperatura all'aeroporto di Changchun Longjia nel nord-est della Cina
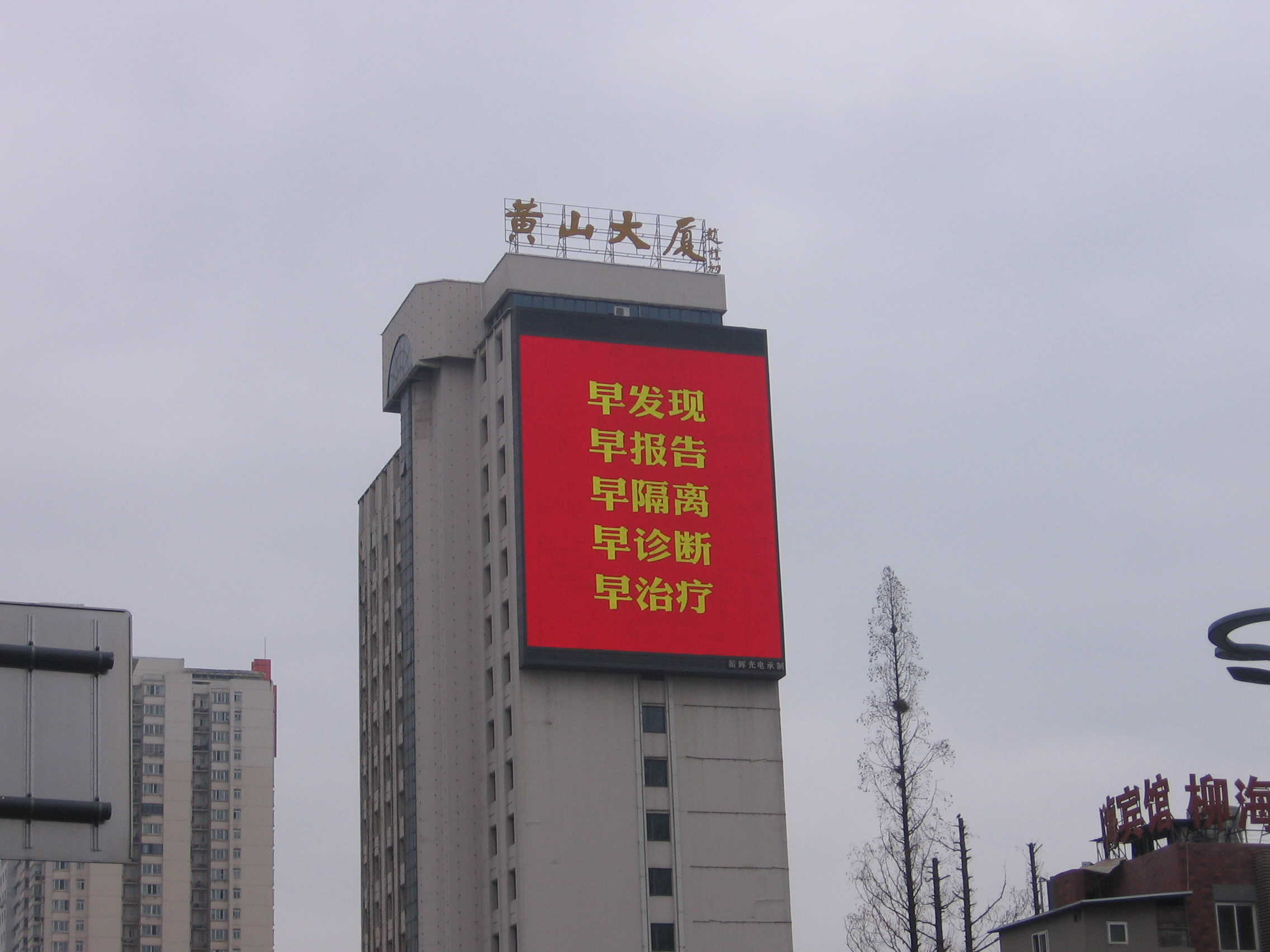
Una schermata su un palazzo a Hefei che mostra "prima lo scopri, prima ci informi, prima ti metti in quarantena, prima lo diagnostichi, prima ti curi" durante l'epidemia di coronavirus

È stata imposta una quarantena che limitasse i viaggi per i residenti di Wuhan, comportando modifiche a voli, treni, autobus pubblici, sistema metropolitano, autobus a lunga percorrenza, riunioni su larga scala e tour di gruppo. Diverse città cinesi sono state poste sotto misure di quarantena.
Le persone in numerose regioni hanno acquistato forniture in eccesso di merci. Cinque milioni di persone hanno lasciato Wuhan durante l'inizio della quarantena. Shantou, Guangdong è stata anch'essa messa in quarantena; revocata due ore dopo.
Il 1º febbraio, Huanggang, Hubei ha attuato una misura in base alla quale a una persona di ogni famiglia è consentito uscire per provviste una volta ogni due giorni, tranne che per motivi medici o per lavorare in negozi o farmacie. Molte città, distretti e contee della Cina continentale hanno attuato misure simili nei giorni seguenti, tra cui Wenzhou, Hangzhou, Fuzhou, Harbin e l'intero Jiangxi.

##### Ospedali specializzati
Un ospedale specializzato chiamato Ospedale Huoshenshan è stato costruito come contromisura contro l'epidemia e per mettere meglio in quarantena i pazienti. Il governo della città di Wuhan aveva richiesto che un'impresa statale costruisse un tale ospedale "alla massima velocità" paragonabile a quello dell'epidemia di SARS nel 2003. Il 24 gennaio, le autorità di Wuhan hanno specificato la sua pianificazione, dicendo che avevano in programma di costruire l'ospedale di Huoshenshan entro sei giorni dall'annuncio e che sarebbe stato pronto per l'uso il 3 febbraio. L'ospedale specializzato dispone di 1 000 posti letto e occupa 30 000 metri quadrati. L'ospedale è modellato secondo l'ospedale Xiaotangshan, che è stato fabbricato per l'epidemia di SARS del 2003, costruito in soli sette giorni. I media statali hanno riferito che c'erano 7 000 lavoratori e quasi 300 unità di macchine edili sul sito.

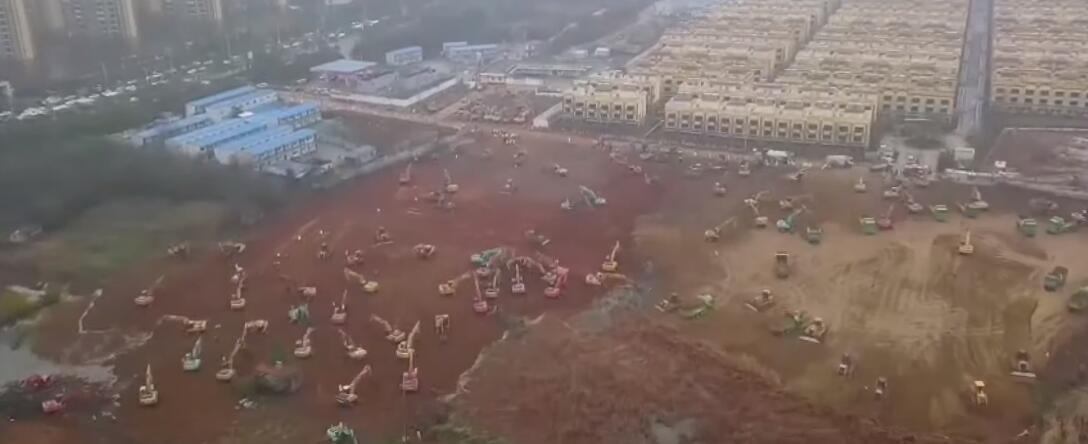
Cantiere dell'ospedale Huoshenshan come appariva il 24 gennaio

Il 25 gennaio le autorità hanno annunciato piani per l'ospedale Leishenshan, un secondo ospedale specializzato, con una capacità di 1 600 posti letto; operazioni che avrebbero dovrebbero cominciare entro il 6 febbraio. Alcune persone hanno espresso le loro preoccupazioni attraverso i servizi di social media, affermando che la decisione delle autorità di costruire un altro ospedale in così poco tempo ha mostrato che la gravità dell'epidemia potrebbe essere stata molto peggio del previsto.
Il 24 gennaio 2020, l'autorità ha annunciato che avrebbero convertito un edificio vuoto nel distretto di Huangzhou, Huanggang, in un ospedale di 1 000 letti chiamato Dabie Mountain Regional Medical Center. I lavori sono iniziati il giorno successivo da 500 persone e l'edificio ha iniziato ad accettare i pazienti il 28 gennaio 2020 alle 22:30. A Wuhan, le autorità hanno sequestrato dormitori, uffici e ospedali per creare più letti per i pazienti.
Al 10 marzo 2020, le autorità di Wuhan dichiarano di aver chiusi tutti i 16 ospedali da campo provvisoriamente costruiti per l'emergenza. Gli ultimi 49 pazienti sono stati dimessi dall'ospedale di Wuchang, chiudendo definitivamente anche quest'ultima struttura.

#### Corea del Nord
Nonostante la Corea del Nord dichiari che il Paese non avesse ancora mai presentato casi di contagio, alcuni media sudcoreani specializzati in affari nordcoreani ritennero che l'affermazione non fosse veritiera. La testata giornalistica sudcoreana NK dichiarò che, tra gennaio e febbraio 2020, circa 180 militari sarebbero deceduti a causa del contagio, mentre altri 3 700 sarebbero stati messi in quarantena. L'agenzia ufficiale sudcoreana Yonhap aggiunse che erano quasi 10 000 i nordcoreani posti in isolamento ma che 4 000 furono lasciati liberi di circolare poiché non presentavano sintomi. Nonostante i dubbi sollevati dalle testate giornalistiche sudcoreane, il 9 marzo 2020 il regime nordcoreano, tramite il quotidiano controllato Rodong Sinmun dichiarò che l'infezione non era ancora presente nel Paese.
Il 23 aprile 2020, il Daily NK ha riferito che un disertore nordcoreano – fatto oggetto di colpi di arma da fuoco mentre tentava di attraversare il fiume Tumen, che segna il confine tra Corea del Nord e Cina – è risultato positivo al coronavirus.
La Corea del Nord ha annunciato ufficialmente l'11 maggio 2022 di aver rilevato l'8 maggio 2022 i primi casi positivi al covid (variante Omicron) nell'intera nazione dall'inizio della pandemia nel 2020; il numero di casi positivi non è chiaro al giorno d'oggi.
Sempre nel giorno di giovedì 11 maggio 2022, il presidente Kim Jong-un annuncia quindi l'inizio di un lockdown in tutte le città per minimizzare la propagazione del virus, misura collegata ad altre e successive misure di contenimento della pandemia non ancora chiare.

#### Corea del Sud

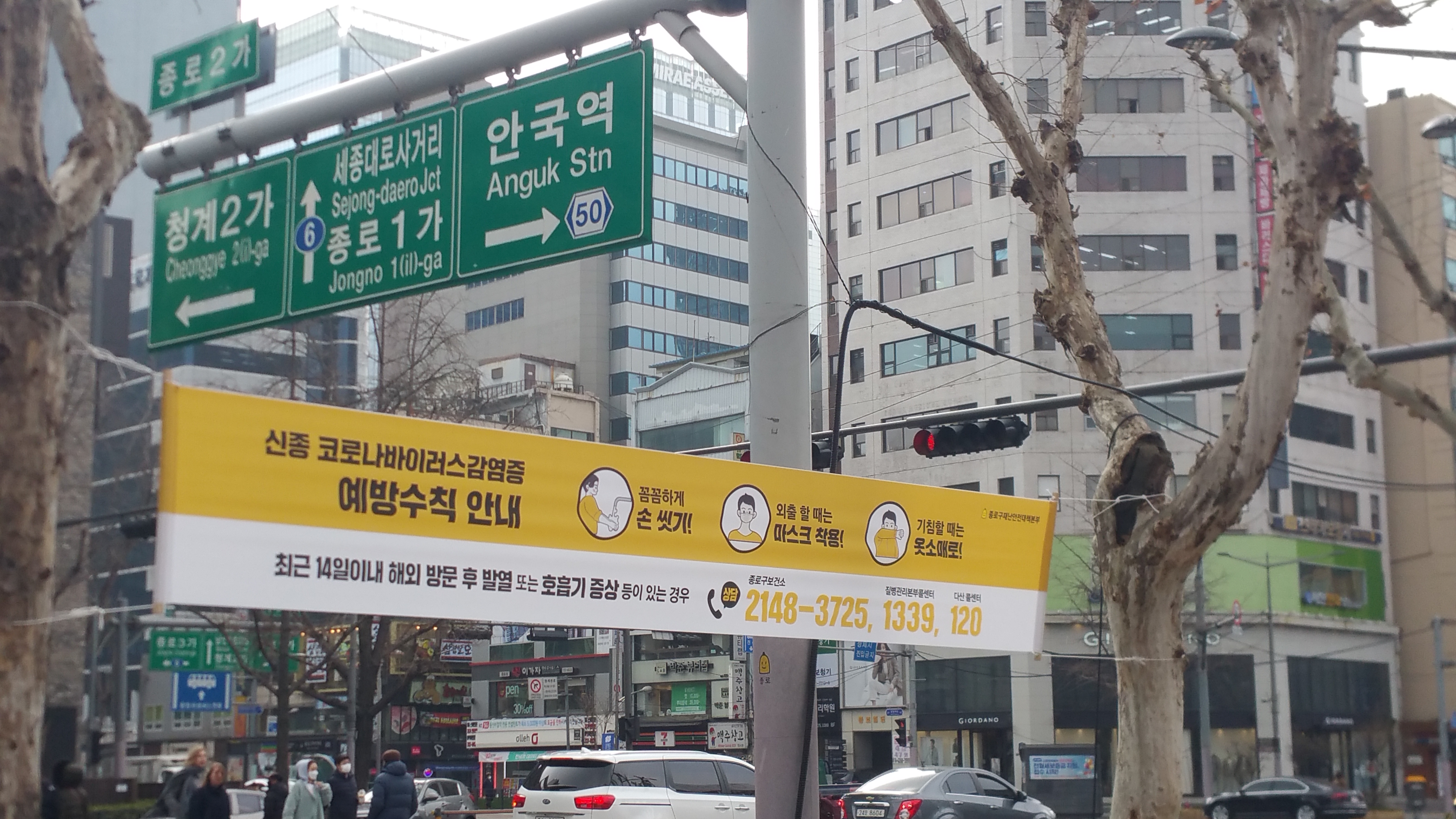
Tabelloni con suggerimenti per la prevenzione dell'infezione da coronavirus a Seul

La Corea del Sud ha confermato il suo primo caso il 20 gennaio. Il 20 febbraio si è verificato un forte aumento dei casi, potenzialmente attribuibile a un raduno a Taegu di un nuovo movimento religioso noto come la Chiesa di Gesù di Shincheonji.
Alcuni sospettavano che un ospedale propagasse l'epidemia. Al 22 febbraio, tra 9 336 seguaci della chiesa, 1 261 hanno riportato sintomi. Fu fatta circolare una petizione per chiedere lo scioglimento della chiesa. Il 28 febbraio sono stati segnalati oltre 2 000 casi confermati, saliti a 3 150 il 29 febbraio.
Tutte le basi militari sudcoreane sono state messe in quarantena dopo che i test hanno confermato tre soldati positivi per il virus. Anche gli orari delle compagnie aeree sono stati modificati.

#### Giappone

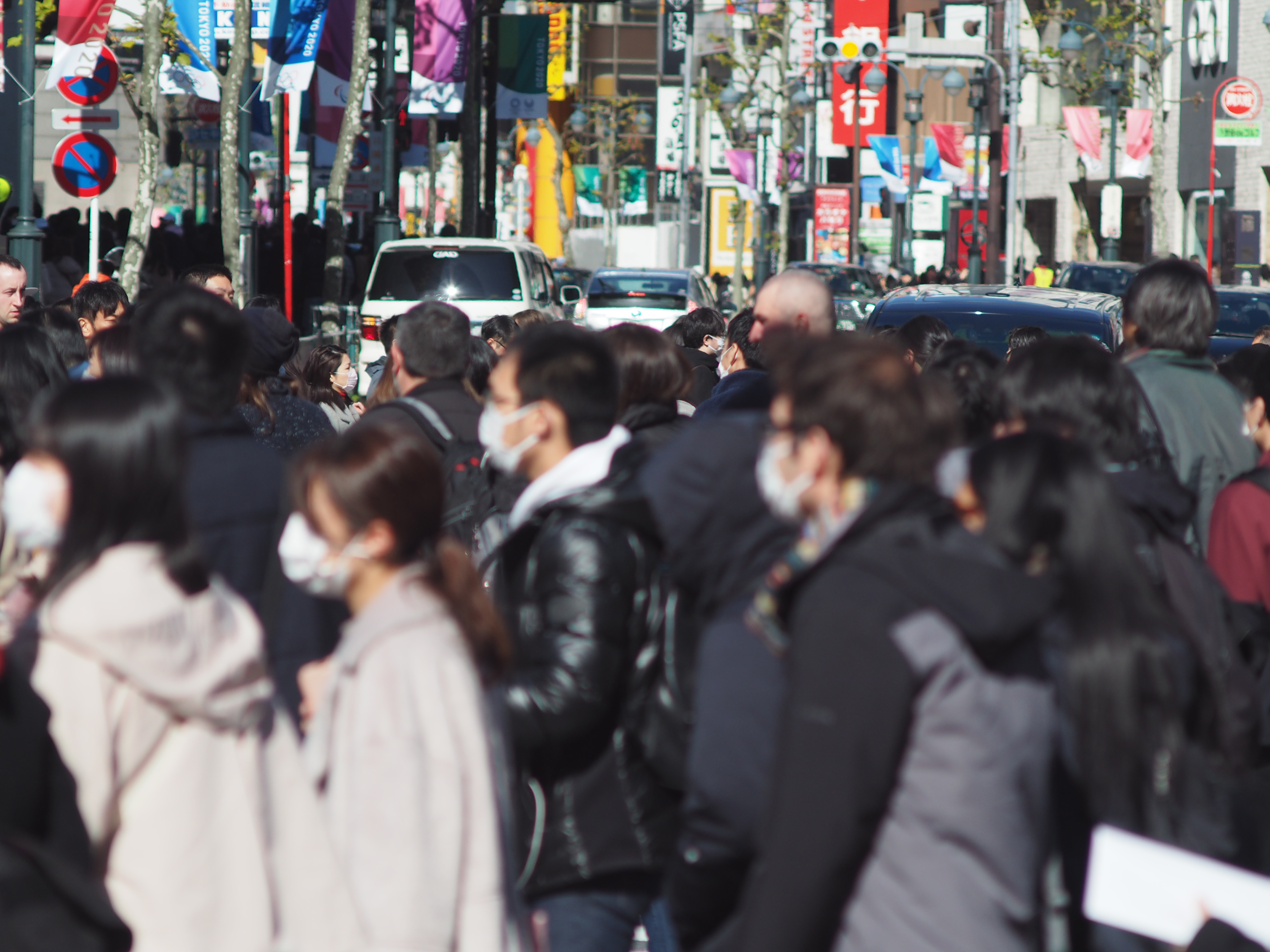
Le persone a Tokyo indossano mascherine

La pandemia di COVID-19 si è confermata diffusa in Giappone il 23 gennaio 2020 proveniente dalla Cina. Il 27 febbraio 2020, il primo ministro Shinzō Abe ha chiesto che tutte le scuole elementari, medie e superiori giapponesi chiudessero fino all'inizio di aprile per contribuire a contenere il virus. L'epidemia ha destato preoccupazione per i Giochi della XXXII Olimpiade che dovevano svolgersi a Tokyo a partire dalla fine di luglio 2020, poi rimandate a luglio 2021. Il governo giapponese ha quindi preso ulteriori precauzioni per contribuire a ridurre al minimo l'impatto dell'epidemia.

#### India

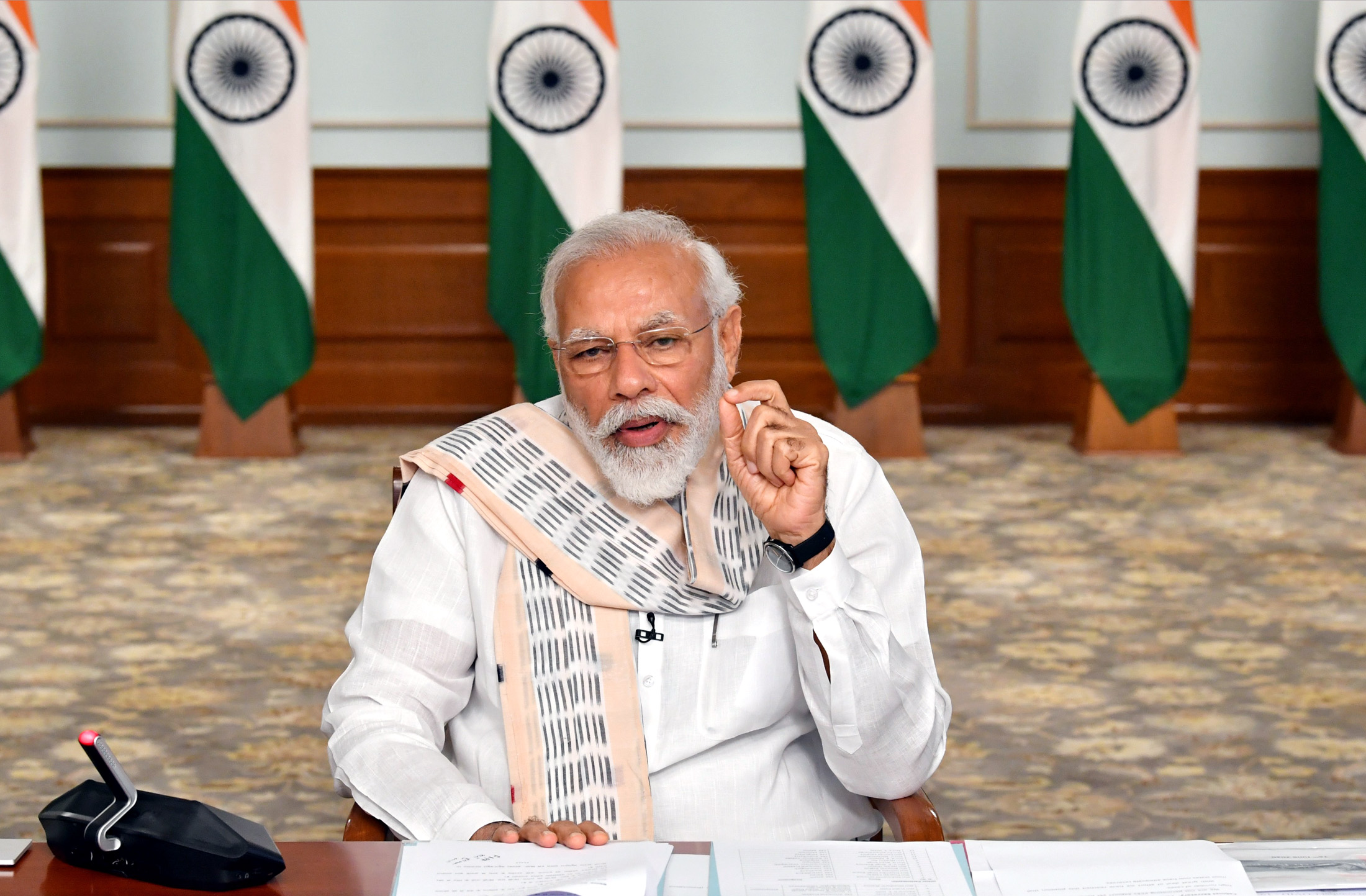
Il Primo Ministro indiano Modi durante una conferenza il 16 giugno

Il primo caso di COVID-19 in India è stato confermato il 30 gennaio 2020, si trattava di un uomo proveniente da Wuhan, in Cina. Il 24 marzo, l'India ha ordinato un blocco nazionale per l'intera popolazione con uno sblocco graduale a partire dal 1º giugno.
L'India ha superato rispettivamente quota 1 000 000 di contagi il 16 luglio, e quota 5 000 000 il 16 settembre, lo stesso giorno il Paese ha stabilito un nuovo record, registrando 98 000 nuovi contagi in 24 ore.
A ottobre 2020, l'India risulta essere lo Stato con il maggior numero di casi confermati in Asia e il secondo al mondo, dietro gli USA. Nonostante l'alto numero di infezioni il tasso di mortalità in India è piuttosto basso, si attesta intorno all'1,1%.
Il 1º maggio 2021 viene stabilito nuovamente un nuovo record di contagi, con oltre 400 000 nuovi positivi registrati in 24 ore.

#### Iran

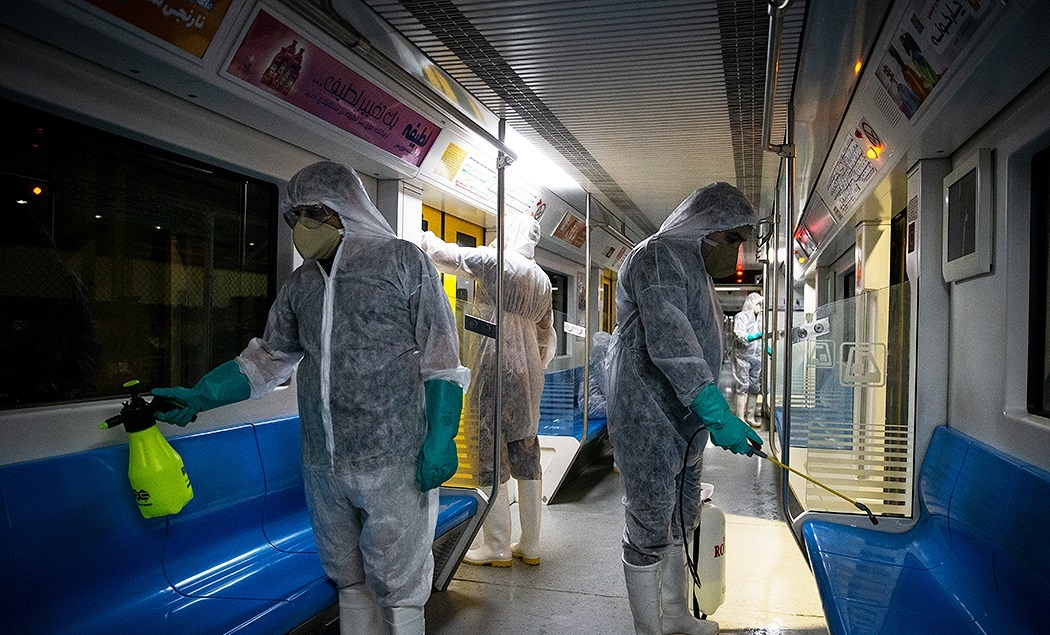
Disinfezione dei vagoni della Metropolitana di Teheran contro il coronavirus

L'Iran ha riferito i suoi primi casi confermati di infezioni da COVID-19 il 19 febbraio a Qom, dove secondo il Ministero della salute e dell'educazione medica, due persone sono morte più tardi quel giorno. Le prime misure annunciate dal governo includevano la cancellazione di concerti e altri eventi culturali, eventi sportivi, preghiere del venerdì, chiusura di università, istituti di istruzione superiore e scuole, e assegnazione di 5 trilioni di rial per combattere il virus. Il presidente Hassan Rouhani ha dichiarato il 26 febbraio 2020 che non c'erano piani per mettere in quarantena le aree colpite dall'epidemia e che solo le persone sarebbero state messe in quarantena.
L'Iran è diventato il terzo centro di diffusione del virus dopo la Cina e l'Italia. Tra le dichiarazioni circa un presunto occultamento dell'entità dell'epidemia nel Paese, più di dieci Paesi hanno rintracciato l'origine dei propri casi in Iran entro il 28 febbraio, indicando che l'entità dell'epidemia avrebbe potuto essere più grave dei 388 casi segnalati dal governo iraniano entro tale data. Il 3 marzo il parlamento iraniano è stato chiuso, con 23 dei 290 membri del parlamento positivi al virus. Numerosi alti funzionari governativi e due membri del parlamento sono morti a causa della malattia.
Secondo l'analisi di Pierre Haski l'Iran sarebbe uno dei Paesi al mondo che più sta facendo fatica a combattere la COVID-19, in quanto pur non essendo il settore sanitario sottoposto alle sanzioni USA, a causa di queste non ha più accesso ai mercati finanziari quindi non riuscirebbe a rifornirsi di materiale medico dall'estero, venendo aiutato soltanto dalla Cina.

### Europa

#### Italia

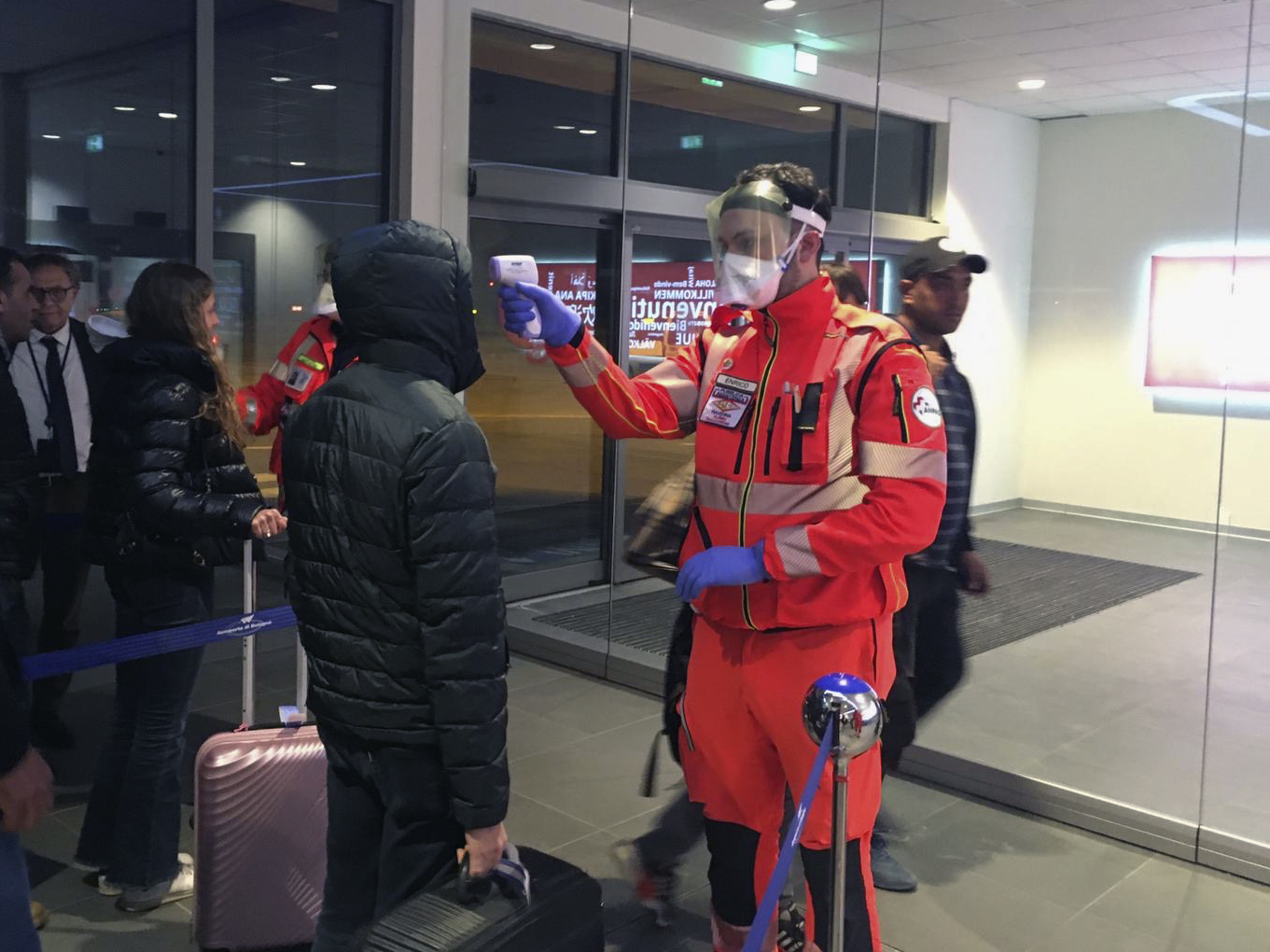
Personale del 118 che effettua controlli sanitari presso l'aeroporto di Bologna-Borgo Panigale

I primi segni della diffusione del virus in Italia si sono avuti il 30 gennaio 2020, quando due turisti cinesi sono risultati positivi per il SARS-CoV-2 a Roma. In risposta, il governo italiano ha sospeso tutti i voli da e per la Cina e ha dichiarato lo stato di emergenza. Il 31 gennaio il Consiglio dei ministri italiano ha nominato Angelo Borrelli, capo della Protezione Civile, commissario speciale per l'emergenza da COVID-19. Un gruppo non associato di casi COVID-19 è stato successivamente rilevato a partire da 16 casi confermati in Lombardia il 21 febbraio e 2 in Veneto, in provincia di Padova.
Il 22 febbraio il Consiglio dei ministri della Repubblica Italiana ha annunciato un nuovo decreto-legge per contenere l'epidemia, che prevedeva la quarantena di oltre 50 000 persone provenienti da 11 comuni diversi in Italia settentrionale. Il PdC Giuseppe Conte ha dichiarato: "Nelle aree epidemiche, l'ingresso e l'uscita non saranno previsti. La sospensione delle attività lavorative e degli eventi sportivi è già stata ordinata in tali settori." Le sanzioni per violazione del blocco variano da un'ammenda di 206 euro a 3 mesi di reclusione. L'esercito e le forze dell'ordine italiane sono incaricate di garantire e attuare il blocco.
Il 4 marzo, il governo italiano ha ordinato la chiusura completa di tutte le scuole e università di ogni ordine e grado a livello nazionale, essendosi registrati nel Paese 100 decessi a causa della malattia. Tutti i principali eventi sportivi, comprese le partite di calcio di Serie A, si sarebbero dovute tenere a porte chiuse fino ad aprile. Il 9 marzo, tutto lo sport è stato completamente sospeso. Il basket (lo sport più diffuso a livello nazionale dopo il calcio), la pallavolo e il rugby hanno dichiarato chiuso il campionato. L'11 marzo, il PdC Conte ha ordinato severe misure di confinamento della popolazione, e l'interruzione di numerose attività produttive, commerciali e professionali, con l'eccezione del settore agro-alimentare, sanitario, servizi essenziali e altre attività necessarie al loro funzionamento. Nel contempo, sono state attivate dapprima nella pubblica amministrazione, poi anche nelle imprese private di pubblico interesse (banche), e nelle imprese e negli uffici sia pubblici sia privati, regole di lavoro agile per ogni attività che consentisse tali modalità di lavoro, che – in particolare nella pubblica amministrazione – erano già stati oggetto di una lunga fase di sperimentazione iniziata nel 2015, non ancora conclusa al momento dello scoppio della pandemia.
Il 6 marzo, la Società Italiana di Anestesia Analgesia Rianimazione e Terapia Intensiva (SIAARTI) ha pubblicato raccomandazioni di etica medica riguardanti i protocolli di triage che potrebbero essere impiegati. Al 26 maggio 2021, in Italia ci sono stati 4,2 milioni di contagi e circa 126 000 morti.

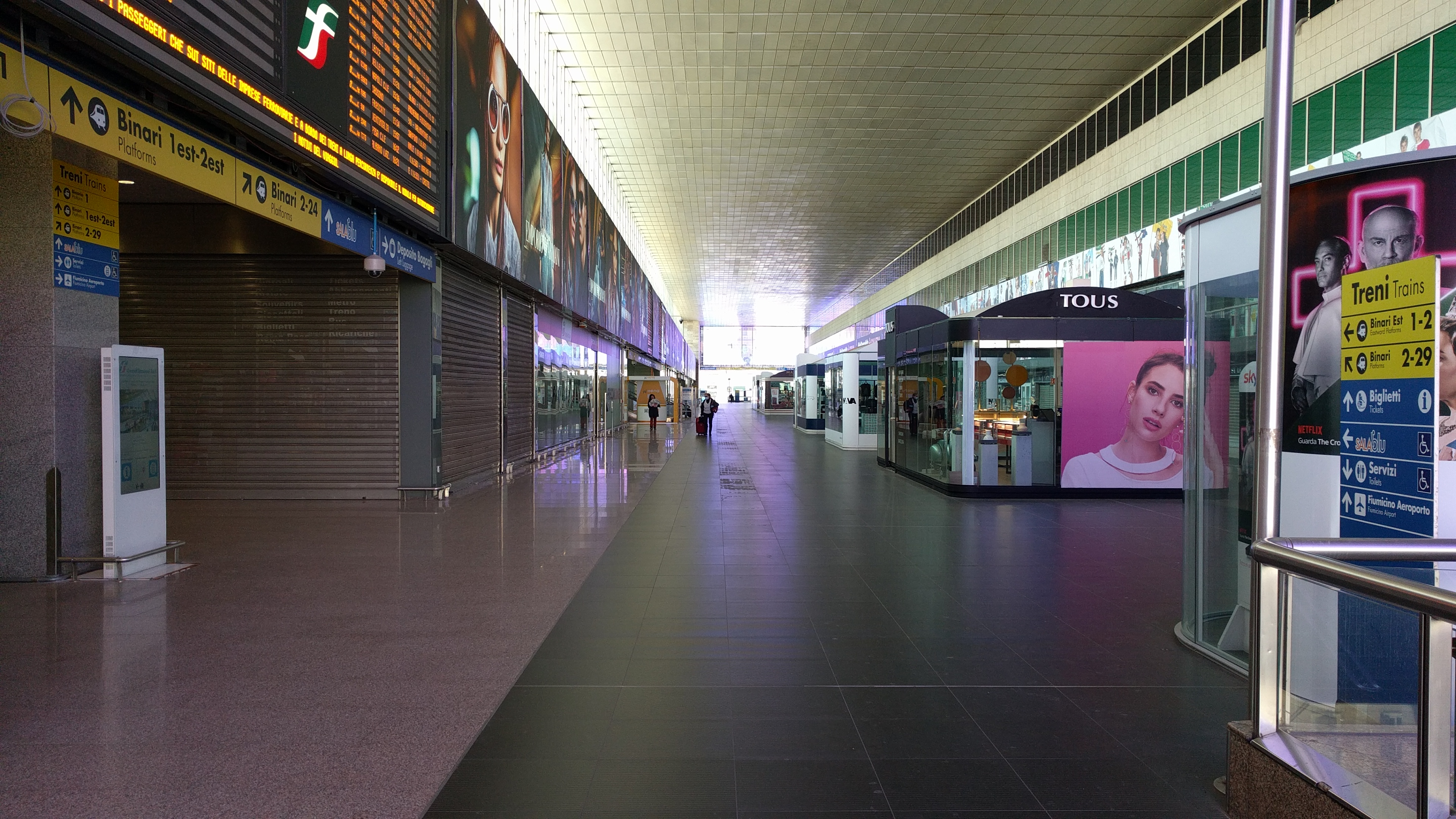
Stazione di Roma Termini vuota all'inizio di aprile 2020 durante il primo lockdown.

##### Quarantena
Il 21 febbraio, almeno dieci città della Lombardia e del Veneto, con una popolazione totale di 50 000 abitanti, sono state bloccate in una procedura di quarantena a seguito di uno scoppio epidemico a Codogno, in provincia di Lodi. La polizia ha imposto un coprifuoco, chiudendo tutti gli edifici pubblici e controllando l'accesso attraverso i posti di blocco della polizia alla cosiddetta "zona rossa", con sanzioni fino a tre mesi di arresto o con l'ammenda fino a 206 euro per i trasgressori che non siano lavoratori sanitari o di fornitura. Il presidente regionale della Basilicata, Vito Bardi, ha istituito una quarantena obbligatoria di 14 giorni per le persone che arrivano dalle aree del Nord Italia colpite dall'epidemia.
L'8 marzo 2020, il PdC Conte ha affermato che gran parte dei territori del Nord Italia, tra cui Milano, Venezia e tutta la regione Lombardia, sarebbero stati messi in quarantena, con restrizioni di movimento che avrebbero colpito circa 16 milioni di persone. Una bozza del d.P.C.m. è stata diffusa dagli organi di stampa la sera prima dell'entrata in vigore, e anche se le prime voci parlavano di una fuga di circa 20 000 persone da Milano verso il Sud Italia tra sabato 7 e domenica 8 marzo i tracciamenti successivi, legati soprattutto all'analisi delle celle telefoniche hanno fortemente ridimensionato tale numero, essendo l'esodo già avvenuto nelle settimane precedenti. Questa è stata la risposta più restrittiva presa in qualsiasi regione al di fuori della Cina, con ingenti riverberi sociali ed economici nell'Italia settentrionale, per tentare di limitare la rapida diffusione della pandemia. Alla data dell'11 marzo 2020 ci sono stati 12 462 casi positivi di coronavirus, tra cui 1 045 persone guarite e 827 persone decedute in Italia.
La sera del 9 marzo 2020 la quarantena è stata estesa a tutta l'Italia e tutte le attività pubbliche sono state chiuse, al di fuori di esercizi di generi alimentari, supermercati, farmacie, e altre attività fornitrici di beni di prima necessità.

#### Svezia
La Svezia a differenza della maggior parte degli altri Paesi europei è rimasta aperta. Secondo la Costituzione svedese, l'Agenzia di sanità pubblica svedese possiede un'autonomia per prevenire le interferenze politiche e la politica dell'agenzia ha favorito la rinuncia a un blocco nel tentativo di raggiungere l'immunità di gregge. Il New York Times ha affermato che, a partire da maggio 2020, l'epidemia nel Paese era stata molto più mortale, ma l'impatto economico era stato ridotto poiché gli svedesi hanno continuato ad andare al lavoro, nei ristoranti e a fare shopping. Il 19 maggio, è stato riferito che il Paese ha avuto nella settimana dal 12 al 19 maggio il maggior numero di morti pro capite in Europa, 6,25 morti per milione al giorno.

### Altri Paesi

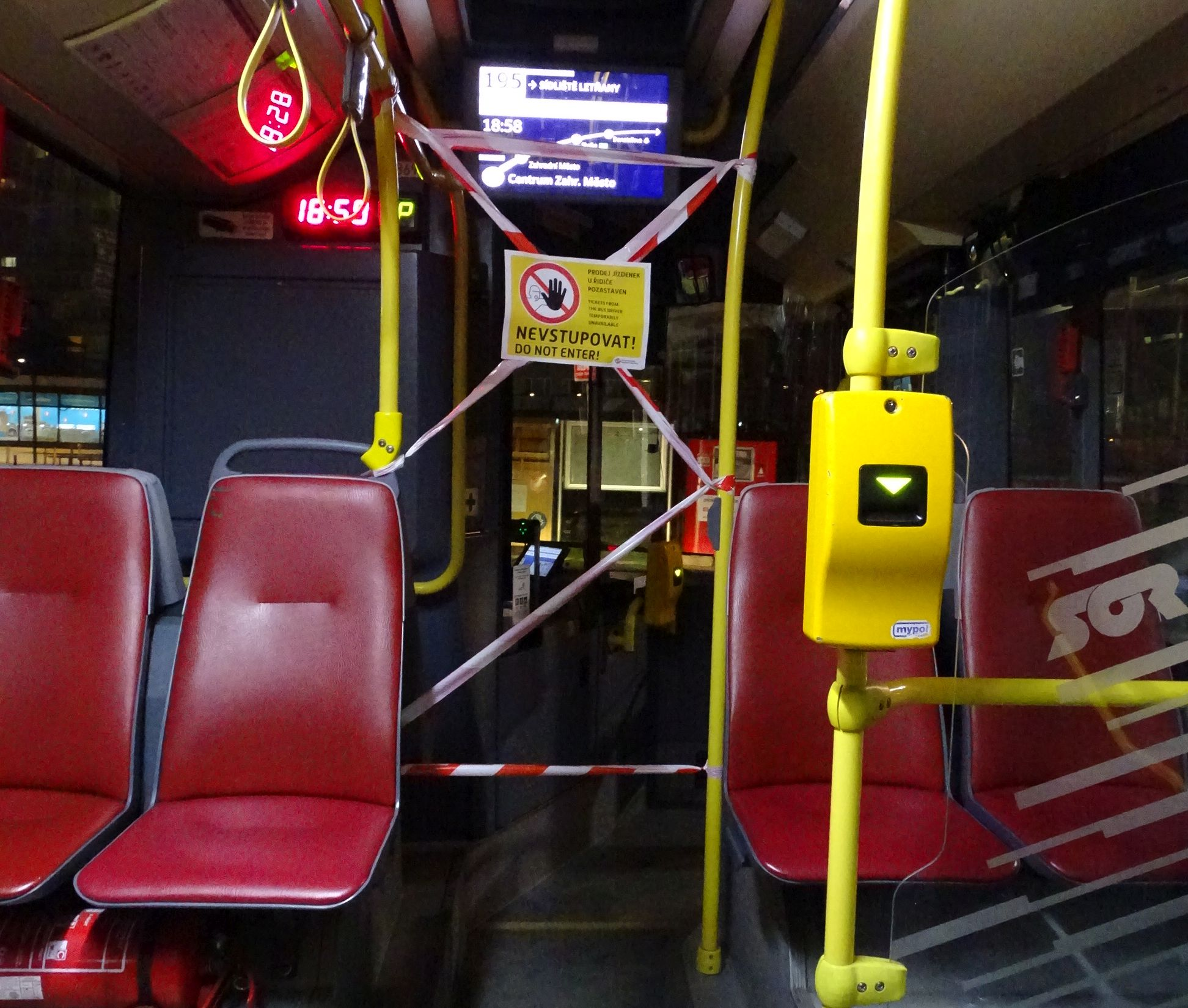
Protezione dei conducenti di autobus a Praga dal 13 marzo 2020

La pandemia si è diffusa in molti Paesi sovrani e territori dipendenti: 213, in totale hanno registrato almeno un caso.
Nel Regno Unito il primo ministro britannico Boris Johnson in un primo momento non ha emanato misure di confinamento o di contenimento, optando per una soluzione di "immunità di gregge". Ciò comporta un numero elevato di persone infettate e relativi decessi, ma anche una diffusa immunità per coloro che riescono a superare la malattia.

## Critiche per la gestione della pandemia
Il direttore dell'OMS Tedros Adhanom Ghebreyesus ad Agosto 2021 ha sottolinato come è più importante immunizzare tutti prima di attuare le terze dosi (richiamo booster), quindi sia necessario donare i vaccini alle nazioni povere per poter raggiunger rapidamente la protezione di gregge e ridurre la possibilità di nuove varianti.

### Governo centrale cinese
Contrariamente alle diffuse critiche alla risposta locale, il governo centrale è stato elogiato dagli esperti internazionali e dai media statali per aver gestito la crisi. Ciò ha portato a suggerire, in particolare dai media internazionali, che si tratti di un tentativo della stampa ufficiale di spostare la rabbia pubblica dal governo centrale verso le autorità locali. È stato notato storicamente che la tendenza dei governi provinciali a minimizzare la denuncia di incidenti locali è stata dovuta al fatto che il governo centrale ha diretto su di essi gran parte delle responsabilità dell'accaduto. Critici come Wu Qiang, un ex professore dell'Università Tsinghua, e Steve Tsang, direttore del China Institute dell'Università di Londra, hanno ulteriormente sostenuto lo stesso punto, con quest'ultimo che ha suggerito che esso sia stato esacerbato anche dal fatto che i funzionari locali si fossero "astenuti dall'adottare misure preventive sensate prima di sapere cosa volessero Xi e altri governatori di punta, poiché temevano che eventuali passi falsi avrebbero avuto gravi conseguenze per le loro carriere politiche", un sentimento che Tsang sosteneva fosse difficile da evitare, quando "il potere si concentra nelle mani di un capo punitivo verso chi commette errori".
Il sindaco di Wuhan, Zhou Xianwang si è difeso, facendo riferimento a quei suggerimenti incolpando pubblicamente i requisiti normativi che impongono ai governi locali di ottenere prima l'approvazione di Pechino, che ha ritardato la divulgazione di informazioni sull'epidemia. Ha dichiarato in un'intervista che "come governo locale, possiamo divulgare informazioni solo dopo che ci è stato dato il permesso di farlo. Questo è qualcosa che molte persone non capiscono." Il governo cinese è stato anche accusato di aver rifiutato l'aiuto dei CDC e dell'OMS.

#### Governo di Hubei e Wuhan
Funzionari locali a Wuhan e nella provincia di Hubei hanno subito critiche, a livello sia nazionale sia internazionale, per aver gestito male lo scoppio dell'epidemia. Le accuse includevano forniture mediche insufficienti, mancanza di trasparenza per la stampa e censura dei social media durante le prime settimane dell'epidemia. Il 1º gennaio 2020, la polizia di Wuhan ha interrogato otto residenti per "diffondere false informazioni" (caratterizzando la nuova infezione come simile alla SARS). La polizia di Wuhan aveva originariamente dichiarato attraverso un post sul suo account ufficiale Weibo che "otto persone erano state trattate secondo la legge", chiarendo in seguito attraverso Weibo che avevano solo contribuito a istruire la popolazione e che si fossero astenuti da punizioni più severe come "avvertimenti, multe o detenzione". Una delle otto persone, un medico chiamato Li Wenliang che informò i suoi ex compagni di scuola di medicina del coronavirus in un gruppo WeChat dopo aver esaminato il referto medico di un paziente con sintomi della malattia, fu avvertito dalla polizia il 3 gennaio per "aver fatto commenti falsi" che avevano "gravemente disturbato l'ordine sociale" e gli fu fatta firmare una dichiarazione di riconoscimento. Il 7 febbraio 2020 Li è morto dopo aver contratto la malattia da un paziente a gennaio 2020. La sua morte ha provocato dolore e rabbia sui social media, che si sono estesi alle richieste di libertà di parola e dei diritti umani in Cina. L'organismo anti-corruzione cinese, la Commissione di vigilanza nazionale, ha avviato un'indagine sulle questioni relative a Li.
Le autorità nelle province di Wuhan e Hubei sono state criticate per aver minimizzato la gravità dell'epidemia e aver risposto più lentamente di quanto avrebbero potuto e dovuto. Il giornale mediatico con sede a Pechino, Caixin, ha osservato che Hubei non ha introdotto il primo livello di "meccanismo di risposta alle emergenze sanitarie" fino al 24 gennaio, mentre diverse altre province e città al di fuori del centro dell'epidemia lo avevano già fatto il giorno prima. John Mackenzie, un esperto senior dell'OMS, li ha accusati di mantenere "le cifre in silenzio per un po' a causa di un incontro importante che hanno avuto a Wuhan", sostenendo che ci fu un "periodo di notizie molto povere, o comunicazione molto scarsa" a inizio gennaio.

#### Censura, propaganda e risposte della polizia cinese

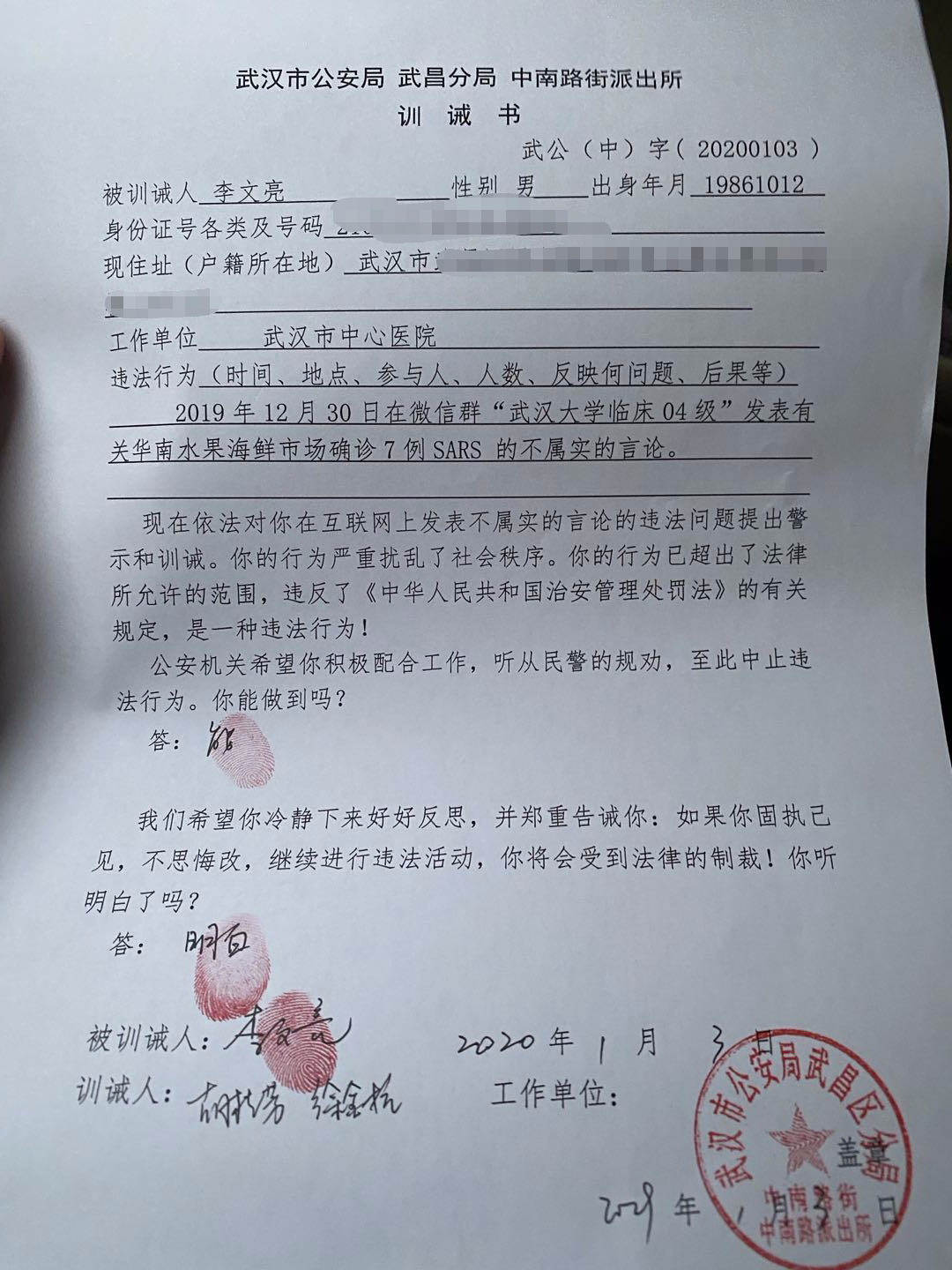
Documento diffuso dalla polizia di Wuhan che ordina a Li Wenliang di smettere di "diffondere voci infondate" su un possibile "virus SARS" datato 3 gennaio 2020

È stato osservato che la censura è stata applicata su articoli di notizie e post sui social media ritenuti negativi nei confronti del coronavirus e della risposta del governo, compresi post che deridono Xi Jinping per non aver visitato le aree dell'epidemia, e un articolo che prevedeva gli effetti negativi della epidemia sull'economia e chiedeva di rimuovere i funzionari del governo locale. Secondo quanto riferito, i cittadini cinesi hanno usato metodi innovativi per evitare la censura per esprimere rabbia su come i funzionari governativi avessero gestito la risposta iniziale allo scoppio, come usare la parola "Trump" per riferirsi a Xi Jinping, o "Chernobyl" per riferirsi allo scoppio epidemico nel suo insieme. Mentre la censura si è brevemente allentata dando uno "spazio di circa due settimane in cui i giornalisti cinesi sono stati in grado di pubblicare storie incisive che esponevano il menefreghismo circa il nuovo coronavirus da parte dei funzionari", da allora si dice che le agenzie private dovevano usare "pubblicità pianificata e controllata" con il consenso delle autorità.
Quando la Cina ha informato l'Organizzazione mondiale della sanità del nuovo coronavirus il 31 dicembre 2019, il New York Times riferiva che il governo stava ancora mantenendo i suoi cittadini all'oscuro di ciò. Mentre da una serie di misure, la gestione iniziale della crisi da parte della Cina è stata un miglioramento rispetto al trattamento della SARS nel 2003, la Cina è stata criticata per insabbiamenti e per aver minimizzato la scoperta iniziale e la gravità dell'epidemia.
Il 30 gennaio, la Corte suprema del popolo cinese ha scagliato un raro rimprovero contro le forze di polizia del Paese, definendo la situazione una "dura e irragionevole repressione delle voci online" come una minaccia per la fiducia del pubblico. In quella che è stata definita una "critica molto insolita" dagli osservatori, il giudice della corte suprema Tang Xinghua ha affermato che se la polizia fosse stata indulgente nei confronti delle voci e avesse permesso al pubblico di averne tenuto conto, una precedente adozione di misure come indossare maschere ed evitare i luoghi affollati potrebbe essere stato utile nel contrastare la diffusione dell'epidemia. Lo Human Rights Watch ha riferito che "esiste una notevole disinformazione sui social media cinesi e che le autorità hanno motivi legittimi per contrastare le false informazioni che possono causare panico pubblico", ma ha anche notato la censura delle autorità sui social media pubblicata da famiglie di persone infette che erano potenzialmente in cerca di aiuto, nonché da persone che vivono in città isolate che documentavano la loro vita quotidiana nel mezzo della quarantena.

### Governo giapponese
Il Ministero della sanità, del lavoro e del welfare del Giappone è stato criticato per una risposta ritardata percepita. I critici hanno osservato che mentre il Giappone ha annunciato il primo caso di infezione il 28 gennaio, il ministero della Sanità ha impiegato fino al 17 febbraio per informare il pubblico su come raggiungere i centri di controllo pubblici e il 25 febbraio affinché il governo emettesse una "politica di base" sulla risposta all'epidemia. I tempi di risposta attesi dal governo hanno indotto i critici ad accusare il primo ministro giapponese Shinzō Abe di "indifferenza insensibile di fronte a un disastro che si stava svolgendo" e il governo nel suo insieme "non in contatto con la vita della gente comune che sembra disinteressato alla loro situazione".
Il governo giapponese è stato criticato per le sue misure di quarantena sulla nave da crociera Diamond Princess dopo che la nave si è dimostrata un terreno fertile per il virus. Kentaro Iwata, professore di malattie infettive all'ospedale universitario di Kobe, ha affermato che la condizione a bordo era "completamente caotica" e che stesse "violando tutti i principi di controllo delle infezioni". Un rapporto preliminare del National Institute of Infectious Diseases (NIID) del Giappone ha stimato che la maggior parte della trasmissione sulla nave era avvenuta prima della quarantena, sebbene si basasse sui primi 184 casi.
Il 22 febbraio, il Ministero della Sanità ha ammesso che 23 passeggeri erano sbarcati senza essere adeguatamente controllati per il virus. Il 23 febbraio, una donna giapponese che si è rivelata negativa prima di sbarcare dalla nave da crociera è poi risultata positiva dopo essere tornata a casa nella prefettura di Tochigi. Tuttavia, non era tra i 23 passeggeri.

### Governo iraniano
Gli iraniani hanno criticato le autorità governative per aver proceduto alle elezioni mentre la malattia si stava diffondendo e chiudendo spazi secolari mantenendo aperti i santuari, specialmente nella città santa sciita di Qom. Altri, incluso il parlamentare di Qom Ahmad Amirabadi Farahani, hanno affermato che il numero di infezioni e decessi era stato sottostimato. Il controllo è stato anche mirato alla riluttanza del governo ad attuare misure di quarantena simili a livello di area implementate da Cina e Italia, con i funzionari iraniani che definiscono le quarantene "vecchio stile". Il viceministro della sanità iraniano, Iraj Harirchi, in una conferenza dello stesso giorno ha negato che quelle accuse di numeri sottostanti fossero valide, anche se ha ammesso il giorno dopo di essere risultato positivo al virus.

### Governo italiano
Il governo italiano ha attirato critiche dagli scienziati e dall'OMS, per la sua decisione di sospendere i voli diretti verso la Cina continentale che, pur suonando "dura" sulla carta, era inefficace in quanto i passeggeri potevano ancora arrivare dalle aree a rischio attraverso voli con scali. Walter Ricciardi, professore di Igiene e sanità pubblica presso l'Università Cattolica del Sacro Cuore di Roma e membro del Comitato consultivo europeo per la ricerca sulla salute, ha affermato che "l'Italia ha sbagliato, chiudere i voli dalla Cina è inutile quando ci sono voli indiretti."
Le critiche sono seguite alle rivelazioni del Presidente del Consiglio Giuseppe Conte secondo cui i protocolli non erano stati seguiti all'ospedale di Codogno, in Lombardia, che trattava il "paziente zero" che "contribuiva certamente alla diffusione" del virus in Italia, con Conte che rispondeva alle domande dei giornalisti su quale protocollo è stato infranto dicendo che non fosse il momento delle polemiche. In risposta a una dichiarazione di Conte secondo cui il governo centrale potrebbe aver bisogno di "revocare i poteri della politica sanitaria regionale", il presidente della Lombardia Attilio Fontana ha respinto l'osservazione con un collega che ha definito la dichiarazione di Conte "fascista" e che stesse "parlando di sciocchezze".

### Governo statunitense

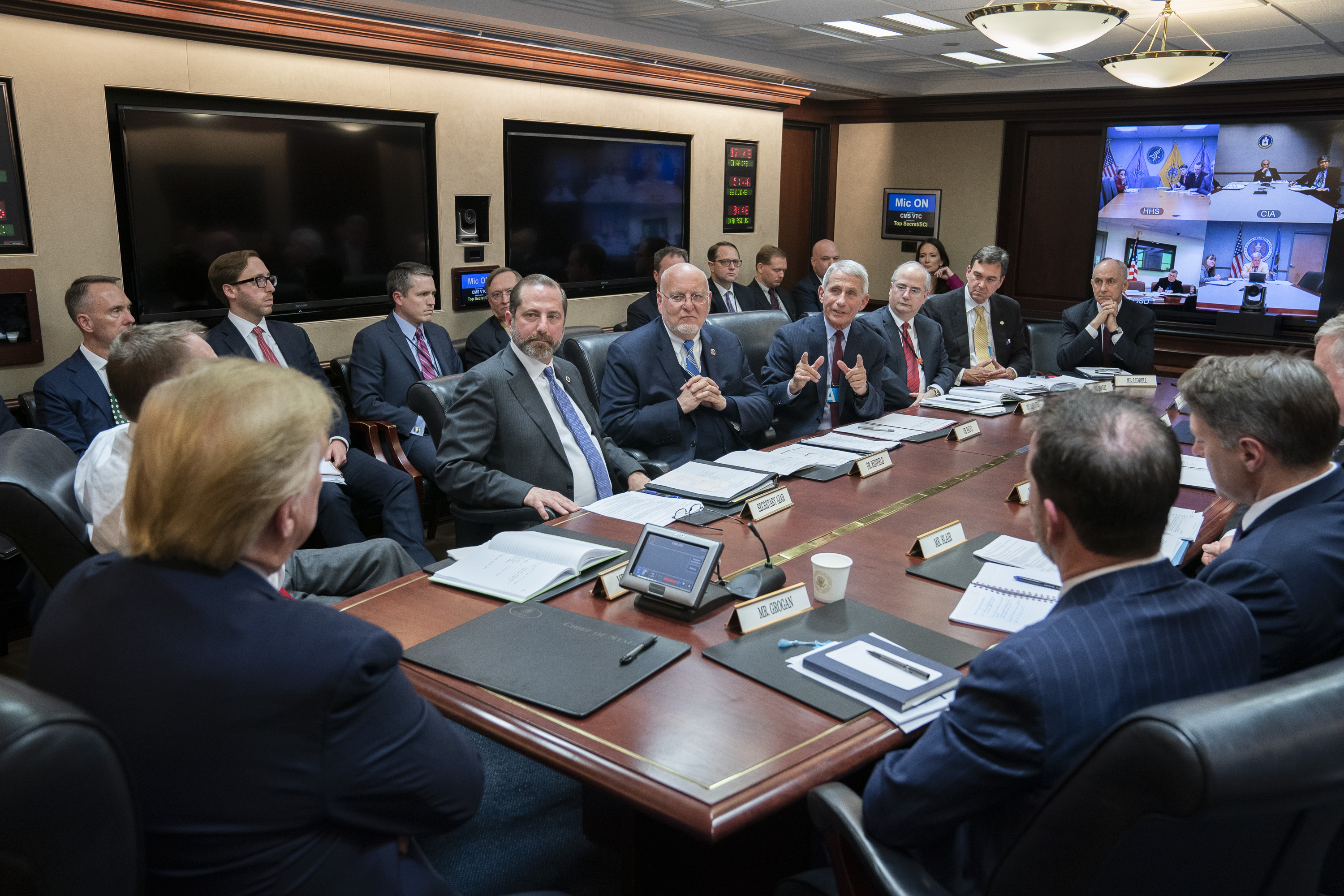
Il 29 gennaio, il presidente degli Stati Uniti Donald Trump ha effettuato una riunione sul coronavirus

L'amministrazione Trump è stata criticata per i suoi tagli di 15 miliardi di dollari nel finanziamento complessivo della salute nel 2018, compresi quelli per un'unità operativa globale sulla sicurezza sanitaria dell'era Obama che si sarebbe concentrata sulla risposta alla pandemia. Nel 2018 i CDC sono stati costretti a tagliare l'80% del programma globale di epidemie di malattie a causa della scadenza dei finanziamenti. Inoltre, è stato completamente tagliato un "fondo per le crisi complessive" da 30 milioni di dollari, che avrebbe consentito al Dipartimento di Stato di finanziare il dispiegamento di esperti in malattie in caso di epidemie.
Mentre i CDC hanno annunciato l'intenzione di sottoporre a screening le persone per il coronavirus, solo tre dei 100 laboratori di sanità pubblica sono stati dichiarati idonei a ricoprire questo ruolo anche dopo ritardi, che sono stati attribuiti ai tagli ai finanziamenti dell'agenzia. Il presidente Trump è stato ulteriormente criticato per aver proposto ulteriori tagli ai bilanci dei CDC e del National Institute of Health, fissati rispettivamente al 16% e al 10% in un libro bianco del 2021, apparentemente durante lo scoppio dell'11 febbraio 2020. Il bilancio proposto ha anche richiesto un taglio di 65 milioni di dollari al contributo degli Stati Uniti ai finanziamenti per l'OMS.
In risposta alle critiche alla gestione della crisi da parte dell'amministrazione, Mick Mulvaney, Capo di gabinetto della Casa Bianca in un discorso a un evento del pubblico conservatore ha accusato i media statunitensi di essere eccessivamente critici e di "alimentare le paure dei virus" nella speranza che "questo sta per abbattere il presidente". Il 28 febbraio, Trump ha affermato che i democratici stavano promuovendo una "nuova bufala" per ferirlo politicamente e che la stampa era in "modalità isteria", mentre tentava di collegare lo scoppio alle politiche democratiche sull'immigrazione.

### Governo sudcoreano
Il Ministero della sanità e del benessere è stato criticato per aver implementato unilateralmente la consultazione e la prescrizione telefonica senza discutere con la Korea Medical Association e per non aver limitato il traffico dalla Cina nonostante diversi avvertimenti dell'associazione e una petizione proposta dalla società.
Il 22 febbraio, il governo sudcoreano si è scusato per aver chiamato il virus "Taegu Corona 19" in un rapporto ufficiale. Il termine è stato diffuso sui media sociali e sollevava preoccupazioni in merito alla discriminazione.

### Banca mondiale
La Banca mondiale è stata criticata per la risposta lenta del suo meccanismo di finanziamento d'emergenza pandemico (PEF), un fondo creato per fornire denaro per aiutare a gestire gli scoppi di pandemia. I termini del PEF, che è finanziato da obbligazioni vendute a investitori privati, impediscono il rilascio di denaro dal fondo fino a 12 settimane dopo il rilevamento iniziale dell'epidemia (23 marzo 2020). Il nuovo focolaio di coronavirus ha soddisfatto tutti gli altri requisiti per il finanziamento da erogare nel gennaio 2020.
I critici hanno sostenuto che i termini del PEF siano troppo rigorosi e il ritardo di 12 settimane significa che il finanziamento sarà molto meno efficace rispetto a se fosse stato rilasciato per aiutare i governi a contenere inizialmente l'epidemia. Sostengono che il fondo privilegia gli interessi degli obbligazionisti privati rispetto alla salute pubblica.

### Effetti negativi dei lockdown
Diversi medici ed esponenti del mondo scientifico hanno criticato l'efficacia a lungo termine di misure restrittive quali i lockdown e la chiusura di imprese e attività. Tra questi vi sono i firmatari della Dichiarazione di Great Barrington, pubblicata a ottobre del 2020 e firmata inizialmente dai 3 scienziati Martin Kulldorff (Università di Harvard), Sunetra Gupta (Università di Oxford) e Jay Bhattacharya (Università di Stanford) e 34 co-firmatari, ma che successivamente ha raccolto decine di migliaia di adesioni da medici e scienziati provenienti da tutto il mondo. La Dichiarazione sostiene un approccio di "protezione focalizzata", che parte dalla premessa secondo cui esiste, tra le persone più anziane e quelle più giovani, e che quindi la risposta alla pandemia debba essere focalizzata su tali gruppi più fragili; tale approccio sarebbe, secondo gli autori, un compromesso tra la necessità di proteggere le fasce più a rischio e l'esigenza di ridurre al contempo da un lato gli effetti economici e sociali del lockdown, e dall'altro quelli di caratteri sanitario, quali la riduzione delle vaccinazioni infantili, l'aumento di malattie cardiovascolari, la riduzione degli screening oncologici e il deterioramento della salute mentale.
Diversi studi nel Regno Unito, pubblicati da agenzie governative, hanno messo in evidenza un aumento di morti legato a effetti negativi dei lockdown. In ottobre 2020 l'ONS (Office for National Statistics) ha stimato che nel 2020 erano stati rilevati, fino a quel momento, oltre 26000 morti in eccesso in casa dovuti a patologie non legate al COVID. Inoltre il SAGE (Scientific Advisory Group for Emergencies ha avvertito il governo britannico, a settembre 2020, che i lockdown avrebbero potuto causare 75.000 ulteriori morti entro 5 anni. Diversi scienziati britannici, tra cui Graham Medley (membro del SAGE) hanno osservato in retrospettiva che i modelli matematici utilizzati per prevedere l'andamento della pandemia sono stati troppo pessimistici e basati sul peggior scenario possibile, invece che su quello più plausibile.

## Diffusione delle informazioni

### Documenti ad accesso aperto
A causa dell'urgenza dell'epidemia, molti editori scientifici hanno reso disponibili documenti scientifici relativi all'epidemia con libero accesso. Alcuni scienziati hanno scelto di condividere rapidamente i loro risultati su server di prestampa come BioRxiv, mentre gli archivisti hanno creato su Reddit un database illegale ad accesso aperto di oltre 5 000 articoli sui coronavirus, che hanno scaricato da Sci-Hub.
Inoltre, è stata lanciata la piattaforma Outbreak Science Rapid PREreview al fine di eseguire una rapida revisione paritaria dei paper relativi alle epidemie emergenti.

### Gap informativo
Esiste un divario tra le ultime scoperte scientifiche sulla COVID-19 e la conoscenza comunicata dall'autorità pubblica e condivisa con la comunità. Questo divario ha un impatto chiave sulla crescente incertezza nella popolazione riguardo alle misure preventive, facilitando il cospirazionismo, e ha un impatto sulla diffusione dell'epidemia.
L'Organizzazione mondiale della sanità e gli Enti nazionali ampiamente comunicano il periodo massimo di incubazione a 14 giorni, invece un modello statistico stima che in circa l’1% dei casi in questo periodo supera i 14 giorni, e in alcuni casi si è allungato fino a 24 giorni.
La consapevolezza sui portatori di virus lievemente sintomatici o completamente asintomatici non è sufficiente, mentre la proporzione degli asintomatici può arrivare fino al 40-50% di individui positivi a SARS-CoV-2, che potrebbero continuare la vita abituale e diventare uno dei motori dell'epidemia in assenza delle misure di isolamento.
Ci sono anche gruppi particolarmente vulnerabili che possono sfuggire alla comunicazione e al monitoraggio sociale, tra cui i lavoratori e gli studenti stranieri, i rifugiati, le persone con diverse disabilità intellettuale o sensoriale, gli ospiti degli istituti sociali e delle residenze per anziani, le persone senza casa, i prigionieri, le persone con bassa competenza in ambito sanitario. L'evidenza per la gestione dell'epidemia tra loro sono limitate, con la mancanza di linee guida pratiche che potrebbero facilitare la fornitura di cure.

### Disinformazione
Dopo lo scoppio iniziale, le teorie del complotto e la disinformazione si sono diffuse online riguardo all'origine e alla portata del coronavirus di Wuhan. Vari post sui social media hanno affermato che il virus fosse un'arma biologica, uno schema di controllo della popolazione o il risultato di un'operazione di spionaggio. Google, Facebook e Twitter hanno annunciato che saranno repressivi sulla possibile disinformazione. In un post sul blog, Facebook ha dichiarato che avrebbe rimosso i contenuti contrassegnati dalle principali organizzazioni sanitarie globali e dalle autorità locali che violano la sua politica sui contenuti sulla disinformazione che porta a "danni fisici".
Il 2 febbraio, l'OMS ha dichiarato che c'era una "massiccia infodemia" che accompagnava l'epidemia e la risposta, citando un'abbondanza di informazioni segnalate, accurate e false, sul virus che "rende difficile per le persone trovare fonti affidabili e una guida affidabile quando ne hanno bisogno." L'OMS ha affermato che l'elevata richiesta di informazioni tempestive e affidabili ha incentivato la creazione di una hotline diretta dell'OMS 24/7 in cui i suoi team di comunicazione e social media hanno monitorato e risposto alla disinformazione attraverso il suo sito Web e le pagine dei social media. Un gruppo di scienziati al di fuori della Cina ha rilasciato una dichiarazione per "condannare fermamente" le voci e le teorie del complotto sull'origine dell'epidemia.
Tuttavia nella primavera del 2021, un articolo firmato da un team di scienziati pubblicato sulla rivista Science ha riacceso il dibattito sulla possibilità che il virus sia stato creato artificialmente in un laboratorio e fuoriuscito, accidentalmente o no, da esso. Tali considerazioni hanno portato a rivalutare le ipotesi complottiste bollate come false informazioni l'anno precedente, tanto che il presidente degli Stati Uniti Joe Biden, dopo che a inizio 2021 a Wuhan in Cina è stata condotta per conto dell'OMS un'indagine poco chiara sulle cause della pandemia, commissiona ai servizi segreti per 90 giorni un nuovo dossier più accurato e approfondito sull'origine della malattia, situazione che ha indotto anche Facebook a ridare il via libera alla diffusione di contenuti riguardanti la possibile natura artificiale del coronavirus.

### Xenofobia e razzismo
Dallo scoppio di COVID-19, sono sorti di conseguenza pregiudizi, xenofobia e razzismo contro popoli di origine cinese e dell'Asia orientale, con incidenti di paura, sospetto e ostilità rilevati in vari Paesi. Sebbene ci sia stato supporto da parte cinese sia offline sia verso quelli nelle aree colpite da virus, molti residenti di Wuhan e Hubei hanno riferito di aver subito discriminazioni basate sulla loro origine regionale.
Il 30 gennaio, il Comitato di emergenza dell'OMS ha rilasciato una dichiarazione in cui consigliava a tutti i Paesi di essere consapevoli dei "principi dell'articolo 3 dell'IHR", che mette in guardia contro "azioni che promuovono lo stigma o la discriminazione", quando conducono misure nazionali di risposta allo scoppio.

## Impatto sociale

### Impatto sull'istruzione
Chiusura delle scuole a livello nazionale
     Chiusura delle scuole in alcune aree del Paese
     Nessuna chiusura delle scuole
     Pausa accademica
     Nessun dato disponibile

Studenti colpiti dalla chiusura delle scuole causata da COVID-19 al 4 febbraio 2021
Chiusura delle scuole a livello nazionale
Chiusura delle scuole in alcune aree del Paese
Nessuna chiusura delle scuole
Pausa accademica
Nessun dato disponibile

In data 8 marzo 2020, 300 milioni di bambini e giovani non frequentano la scuola a causa di chiusure temporanee o indefinite di scuole, decise dai governi nel tentativo di rallentare la diffusione di COVID-19. Tredici Paesi hanno chiuso le scuole a livello nazionale. Altri nove Paesi, tra cui l'India, hanno implementato chiusure scolastiche localizzate, per prevenire o contenere la COVID-19.
Anche quando la chiusura delle scuole è temporanea, comporta costi sociali ed economici elevati. Le interruzioni che causano colpiscono le persone nelle comunità, ma il loro impatto è più grave per i bambini svantaggiati e le loro famiglie, tra cui l'apprendimento interrotto, l'alimentazione compromessa, i problemi di assistenza all'infanzia e i conseguenti costi economici per le famiglie che non possono lavorare.
In risposta alle chiusure delle scuole causate da COVID-19, l'UNESCO raccomanda l'uso di programmi di apprendimento a distanza (DAD) e di applicazioni e risorse didattiche aperte che le scuole e gli insegnanti possono utilizzare per raggiungere gli studenti in remoto e limitare l'interruzione dell'istruzione.
L'uso della DAD non ha scongiurato i danni apportati dall'interruzione della didattica in aula, soprattutto tra quelli socialmente svantaggiati.

### Diffusione del lavoro agile
La necessità di rispettare gli obblighi di quarantena e di limitare gli spostamenti, ha spinto le Autorità e le aziende operanti nelle regioni coinvolte dall'epidemia a un uso massiccio del lavoro agile: è stato definito come "il più grande esperimento di smart working mai realizzato al mondo".
La consistente riduzione degli spostamenti e la chiusura di molte industrie ha determinato poi un calo degli agenti inquinanti in Cina rilevato dai satelliti NASA.

### Impatto socioeconomico

Mappa dei tassi di crescita del PIL reale nel 2020, rilevati dal Fondo Monetario Internazionale al 26 gennaio 2021; i paesi in marrone sono quelli che hanno affrontato una recessione.

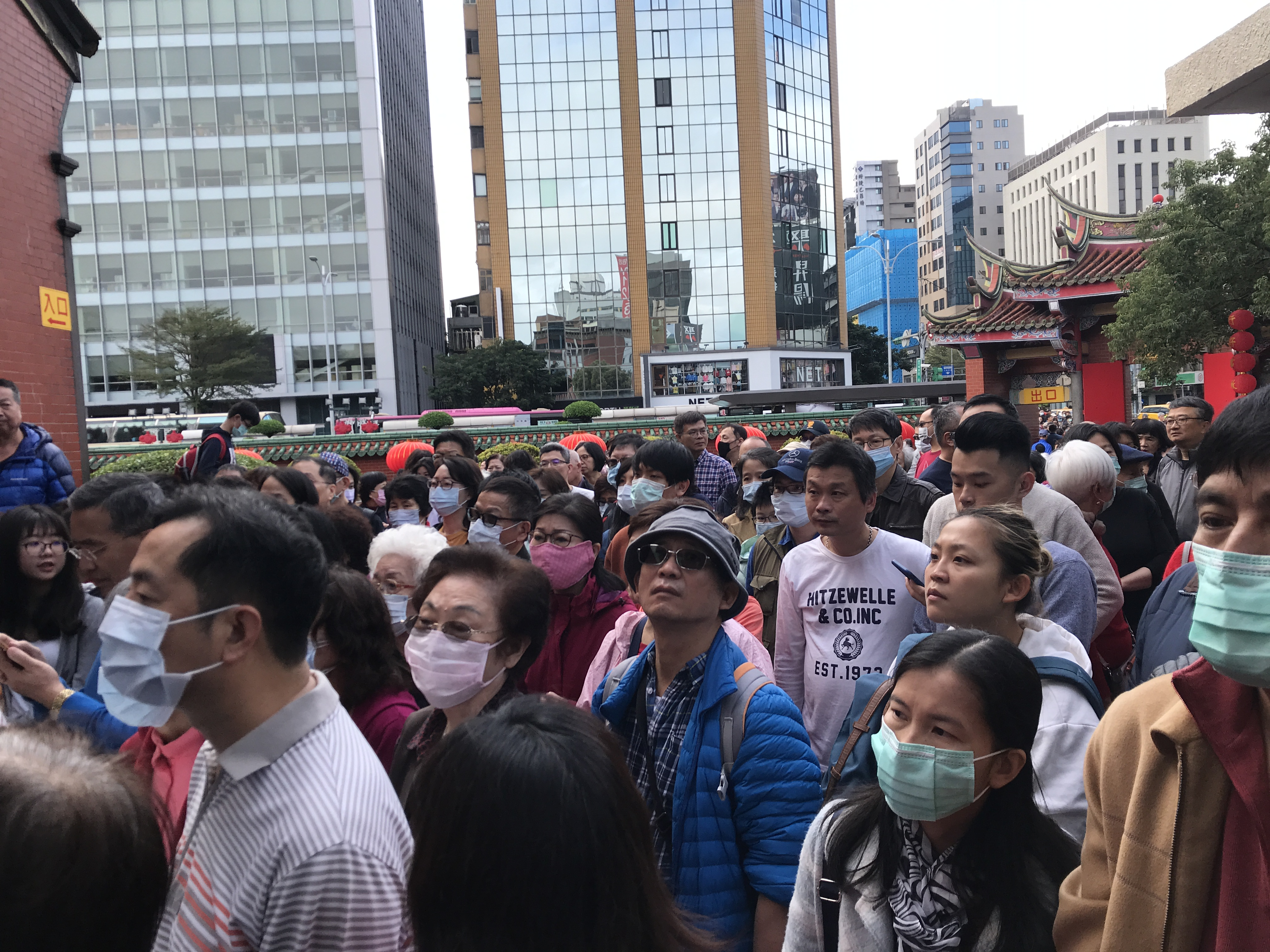
Maschere chirurgiche utilizzate a Taiwan

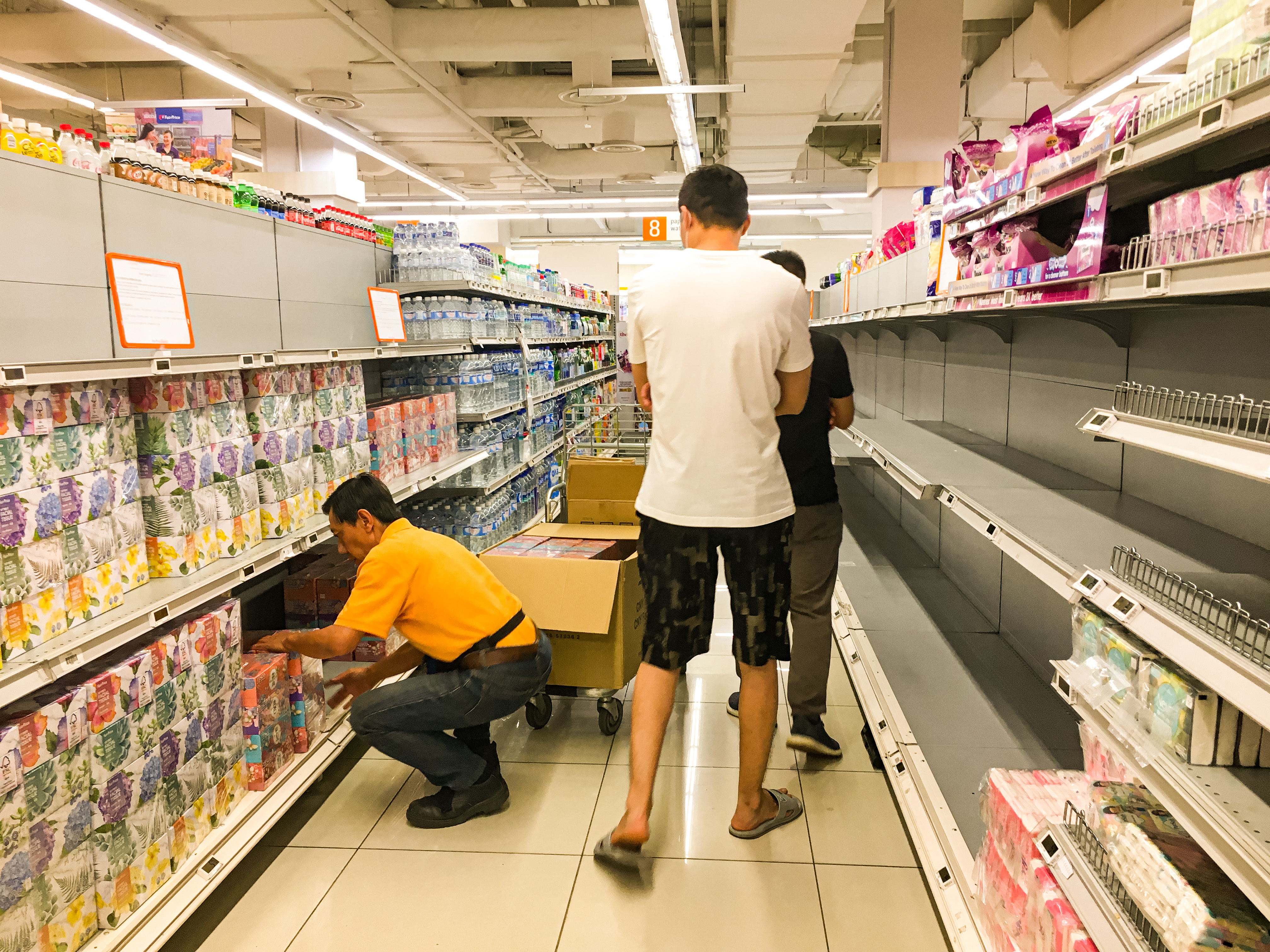
I timori causati dal coronavirus hanno portato, a Singapore e altrove, a fenomeni di accaparramento di generi di prima necessità, tra cui carta igienica, noodles secchi e/o istantanei, pane, riso e verdure

La pandemia ha avuto ulteriori conseguenze oltre alla malattia e agli sforzi per metterla in quarantena. Sono state registrate carenze di approvvigionamento di prodotti farmaceutici e di prodotti manifatturieri a causa del blocco delle fabbriche in Cina, con alcune località (come l'Italia e Hong Kong) che hanno visto corse agli acquisti dettate dal panico e conseguenti carenze di cibo e di altri generi alimentari essenziali. L'industria tecnologica, in particolare, ha avvertito della possibilità di ritardi nelle spedizioni di prodotti elettronici.
L'Organizzazione per la cooperazione e lo sviluppo economico (OCSE) ha stimato come profondamente impattanti le conseguenze del coronavirus sull'economia globale, ritenendole potenzialmente in grado di causare un ridimensionamento della crescita globale per il 2020: nel primo Interim Economic Outlook del 2020, infatti l'OCSE ha tagliato le stime di crescite del PIL globale dal +2,9% al +2,4% o, nel peggiore degli scenari, al +1,5%. Nel primo semestre del 2020 l'indice MSCI World ha registrato una regressione del 5,5% del PIL globale, la più grave dal dopoguerra.
Il turismo è uno dei settori più colpiti a causa di un forte calo dei turisti dalla Cina continentale e avvisi di viaggio che avvertono di non recarsi in alcune parti della Cina centrale, dell'Italia, della Corea del Sud e dell'Iran. Di conseguenza, numerose compagnie aeree hanno cancellato i voli a causa della minore domanda, tra cui British Airways, China Eastern e Qantas, mentre la compagnia aerea regionale britannica Flybe è crollata. Diverse stazioni ferroviarie e porti dei traghetti sono stati chiusi. L'epidemia ha coinciso con il Chunyun, un'importante stagione di viaggio associata alle vacanze di Capodanno cinese. Un certo numero di eventi che coinvolgono grandi folle sono stati cancellati dai governi nazionali e regionali, tra cui festival annuali di Capodanno, con aziende private che chiudevano autonomamente i loro negozi e attrazioni turistiche come Hong Kong Disneyland e Shanghai Disneyland. Molti eventi lunari e attrazioni turistiche sono stati chiusi per impedire raduni di massa, tra cui la Città Proibita a Pechino e le tradizionali fiere dei templi. In 24 delle 31 province, comuni e regioni della Cina, le autorità hanno esteso le vacanze di Capodanno al 10 febbraio, ordinando alla maggior parte dei posti di lavoro di non riaprire fino a tale data. Queste regioni rappresentavano l'80% del PIL del Paese e il 90% delle esportazioni. Hong Kong ha aumentato al massimo il livello di risposta alle malattie infettive e ha dichiarato un'emergenza, chiudendo le scuole fino a marzo e annullando le celebrazioni per il nuovo anno.
L'Arabia Saudita ha temporaneamente vietato agli stranieri di entrare a La Mecca e Medina, due dei luoghi di pellegrinaggio più sacri dell'Islam, per impedire la diffusione del coronavirus nel Regno.
Il settore dell'industria automobilistica ha subito un impatto fortemente negativo. In Italia, a causa delle misure di confinamento, il mercato del nuovo ha perso in un mese il 98% delle vendite, mentre quello delle auto usate è sceso di oltre il 92%. Il forte calo di vendite ha riguardato non solo il canale tradizionale delle concessionarie (rimaste chiuse per oltre un mese), ma anche il canale online, in cui si è registrato un calo che ha superato il 60%. La causa sarebbe da ricercarsi quindi non solamente nelle restrizioni dovute alle misure di contenimento, ma anche in uno shock che avrebbe spinto gli italiani a concentrarsi maggiormente sui beni di prima necessità, a scapito dei beni meno necessari.
Un'altra ricaduta in rapida accelerazione della malattia è la cancellazione di grandi eventi dell'industria cinematografica, festival e concerti musicali, conferenze tecnologiche, sfilate di moda ed eventi sportivi, la drastica riduzione dell'afflusso di visitatori nei musei e negli altri luoghi di fruizione della cultura. Le visite guidate e gli eventi virtuali via web hanno compensato in minima parte le perdite dell'economia reale.
A livello demografico la pandemia sembra aver provocato, oltre a un generalizzato aumento del numero delle morti, anche un brusco calo delle nascite in tutto il mondo, con alcune eccezioni come nelle Filippine e in Islanda.